# Reliant
Reliant (Реліант) — з 1935 року англійський виробник автомобілів. Штаб-квартира розташована в місті Тамворт. У 1992 році компанію купує фірма Beans Engineering, а в 1998 році — компанія Avonex Group. У 2002 році компанія припинила виробництво автомобілів.

## Том Лоуренс Вільямс

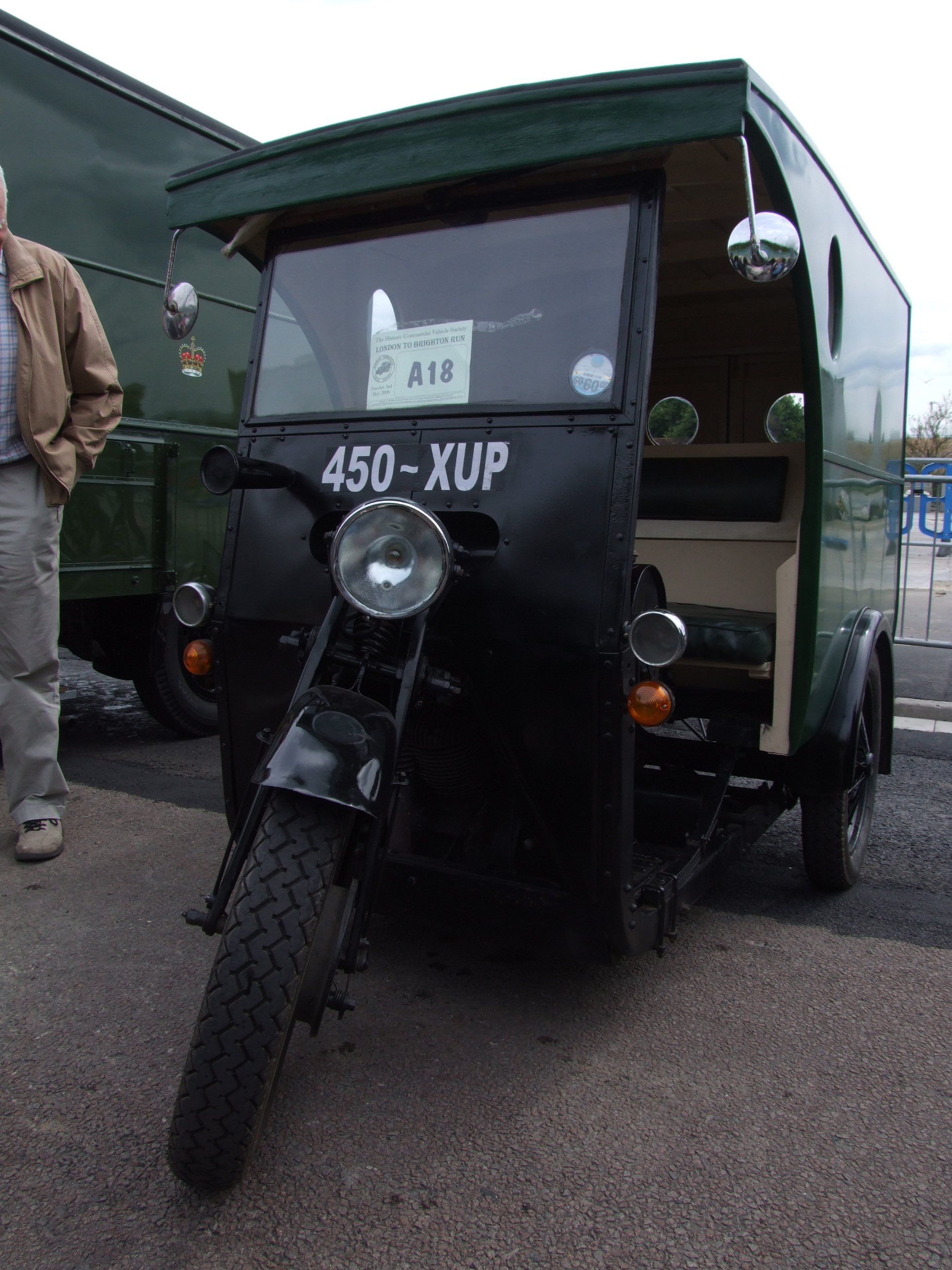
Raleigh Light Delivery Van

У 1930 році найбільша велосипедна британська фірма Raleigh Cycle Co, яка до того ж виробляла тоді і мотоцикли, вирішила вийти на ринок 3-колісних транспортних засобів, які відповідно до податкової політики Великої Британії також зарахували до розряду мотоциклів. Інженер фірми Том Лоуренс Вільямс розробляє вантажну моторикшу, яка мала перед мотоцикла і два колеса позаду. Вантажівка з двигуном в 350 см³ могла тягнути вантаж вагою в 250 кг. Через рік двигун замінили на 600-кубовий, з ним машина могла розвивати швидкість до 80 км/год, яка була недоступна багатьом автомобілям з потужнішими двигунами. Сам двигун розташовувався спереду і через ланцюговий привід завдяки 3-ступінчастій коробці передач крутний момент передавався на задні колеса.

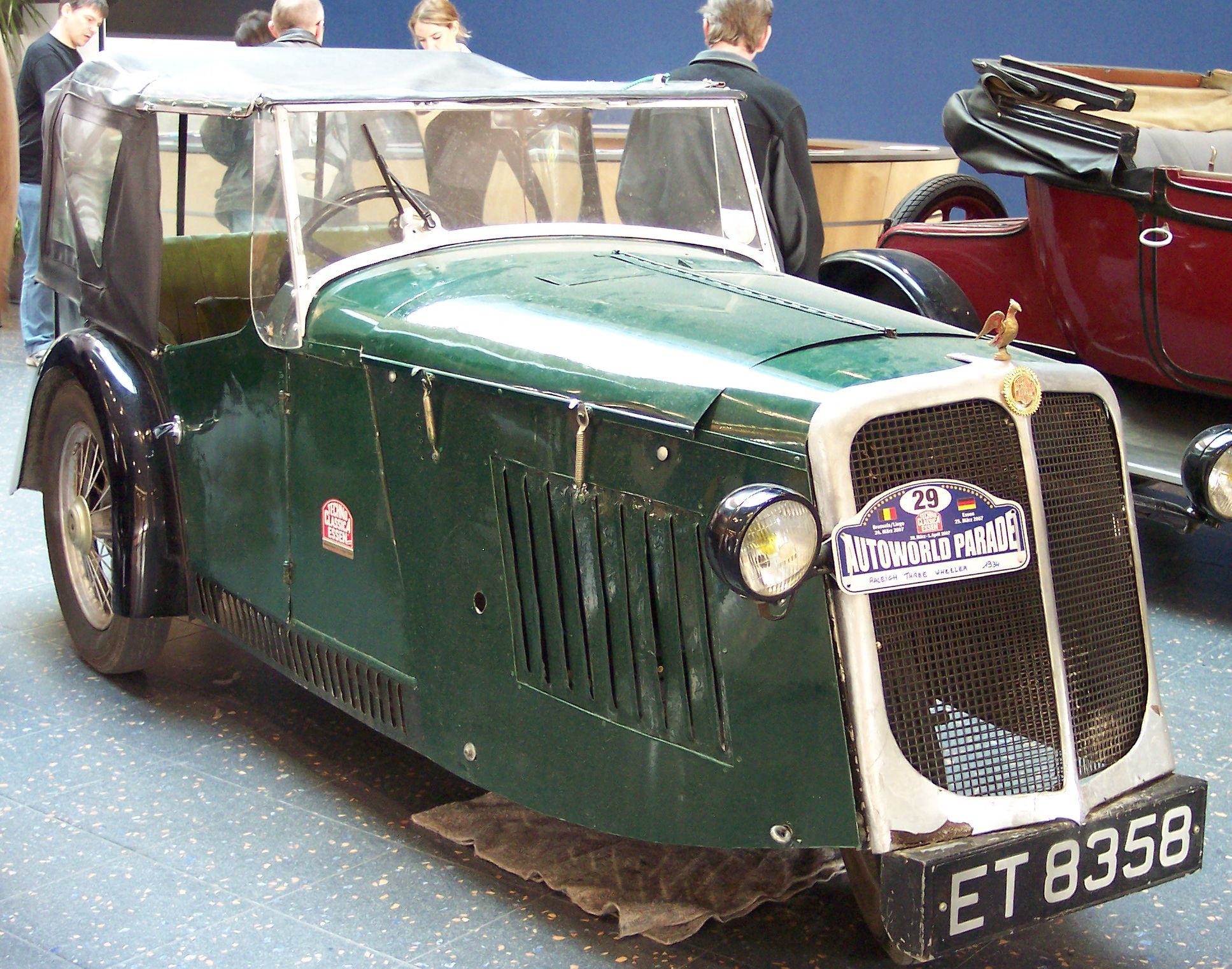
Raleigh Safety Seven 7/17 Sports Tourer

У 1933 році фірма стала виробляти легкову версію. За водієм розміщувалося два пасажири. В такому варіанті цей транспортний засіб розганявся вже до 90 км/год. Крім цього «тук-тука» Raleigh підготувала «повноцінний» 3-колісний автомобільчик, який оснащувався 750 см³ двоциліндровим двигуном фірми Sturmey Archer, яка і належала Raleigh Cycle Co. Автомобіль, який фірма назвала Safety Seven, мав 4-місний відкритий кузов Sports Tourer, на відміну від «рикші» в цій машині був уже карданний привід до задніх коліс, як і пасажирська «рикша». Ця машина могла розвивати швидкість до 90 км/год.

## Заснування компанії
Наприкінці 1934 року на автомобільній виставці публіці представили варіант з кузовом седан. Проте в серію він не пішов, тому що керівництво фірми вирішило згорнути відділення з виробництва моторизованого транспорту, оскільки велосипеди розкуповувалися краще. Тоді Вільямс викуповує обладнання та права на 3-колісні рикші у свого роботодавця, До нього приєднується його колега Томмі Томпсон. У січні 1935 року у дворі будинку Вільямса, який перебував у Тамворті, вони розпочинають збирання вантажних рикш.

## Виробництво автомобілів

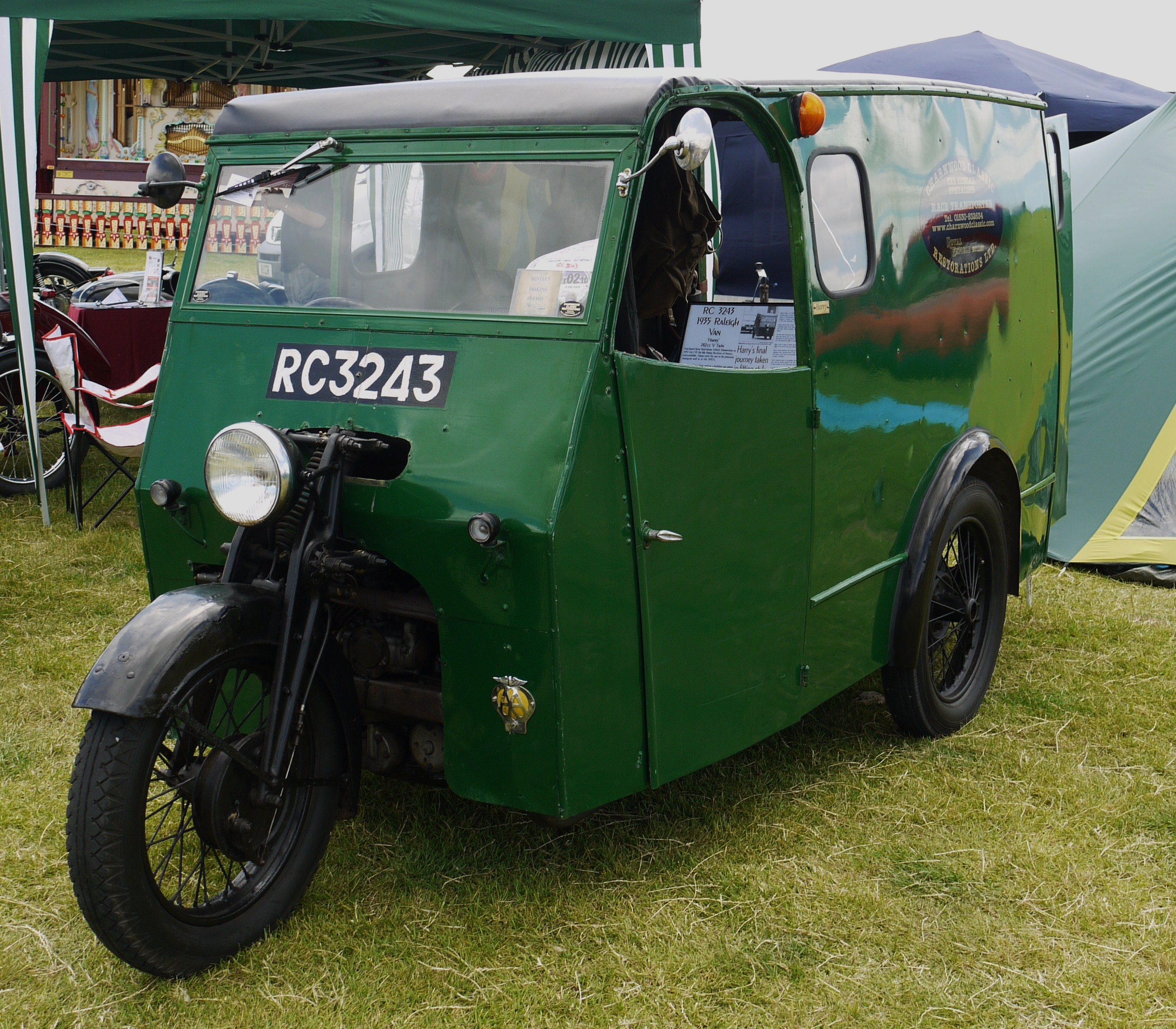
Reliant 7cwt Van

До середини 1935 року було побудовано першу вантажівку, яку самостійно розробила фірма Reliant. Як двигун використали 600-кубовий одноциліндровий двигун внутрішнього згоряння фірми JAP, замість ланцюга встановили кардан, а вантажопідйомність збільшили до 750 кг. Кузов типу фургон виготовляли з алюмінієвих листів, які кріпилися до дерев'яної рами кузова.
Незабаром стало ясно, що двору будинку явно буде мало для майбутнього бізнесу і Вільямс арендує гаражі фірми Midland Red, що знаходяться в тому ж Тамворті на вулиці Ту Гейтс. Тоді ж чоловіки засновують фірму, яку назвали Reliant Engineering Company. Назву на букву R було вибрано тому, що штампи, куплені у фірми Raleigh, упресовували логотип з цією буквою, так що нічого іншого Вільямсу і Томпсону не залишалося, як назвати свою продукцію словом Reliant, що означало «впевнений».
У березні 1936 року почалися продажі потужнішої 750-кубової 2-циліндрової (V2 і 18 к.с.) моделі, яка могла перевозити 500 кг. ЇЇ оснастили електричним стартером, в той час як молодша модель мала тільки кік-стартер. Разом з кузовом типу фургон було запропоновано і варіант з кузовом пікап. Завдяки новій моделі виробництво зросло вдвічі що позитивно позначилося на фінансовому стані фірми. 1938 року Вільямс і Томпсон пристосували до своїх вантажівок 750-кубовий 4-циліндровий двигун від Austin Seven. Крім мотора з Лонгбріджа приходили і коробки передач. Модернізувавши свої фургони, які тепер піднімали 400 і 600 кг відповідно, фірма ледь встигала виконувати свої замовлення, які сипалися дуже швидко. Однак в 1939 році Austin оголосив про припинення виробництва своєї машини і двигуна для неї, Томмі береться за розробку власного двигуна, Вільямс же придумує гасло, яке буде довгий час мотиватором фірми — «Ніколи і нікому не платіть гроші за те, що можна зробити самим».
3 вересня 1939 року почалося виробництво власних двигунів, які дуже сильно нагадували конструкцію 750-кубових двигунів фірми Austin, але радість співробітників не тривала довго, оскільки через кілька хвилин після урочистого запуску виробництва цих двигунів по радіо було оголошено війну Німеччині. До початку 1940 року фірма встигла побудувати всього 80 транспортних засобів з новими двигунами, після чого перейшла на продукцію для військового відомства, виготовляючи рами для військових мотоциклів фірми Norton і комплектувальні для авіаційних двигунів.
Навесні 1946 року поновлюється виробництво трайків, першим в серію повернувся легкий 400 кілограмовий варіант, через рік знову стали пропонувати варіант і з вантажопідйомністю в 600 кг. У цей час фірма стає найбільшим роботодавцем у своїй місцевості, до того ж фінансові запаси, накопичені завдяки військовим замовленням, дозволили не тільки вижити у важкі повоєнні часи, але й купити перше підприємство. Ним стало The Morson Engineering Company Limited, зуборізна фірма з Ковентрі. Обладнання, привезене на завод в «Ту Гейтс», дозволило тепер виробляти власні коробки передач. З цього моменту покупною продукцією будуть тільки прилади, стартер, генератор та фари. Це було дуже непогано для маленької фірми, що випускала трикари.
У 1950 році вантажівки модернізували. В салоні з'явилася панель приладів з металу, колеса стали штампованими, кузов теж став сучаснішим, з'явилися варіанти типу магазина на колесах і з цистерною для продавців молока. Мотор також дещо модернізували, змінивши систему охолодження. Вантажопідйомність машини обмежили п'ятьмастами кілограмами і дали нову назву такій машині — Regent. Незабаром з'явилася версія вантажопідйомністю лише 300 кг. Її назвали Prince Regent.

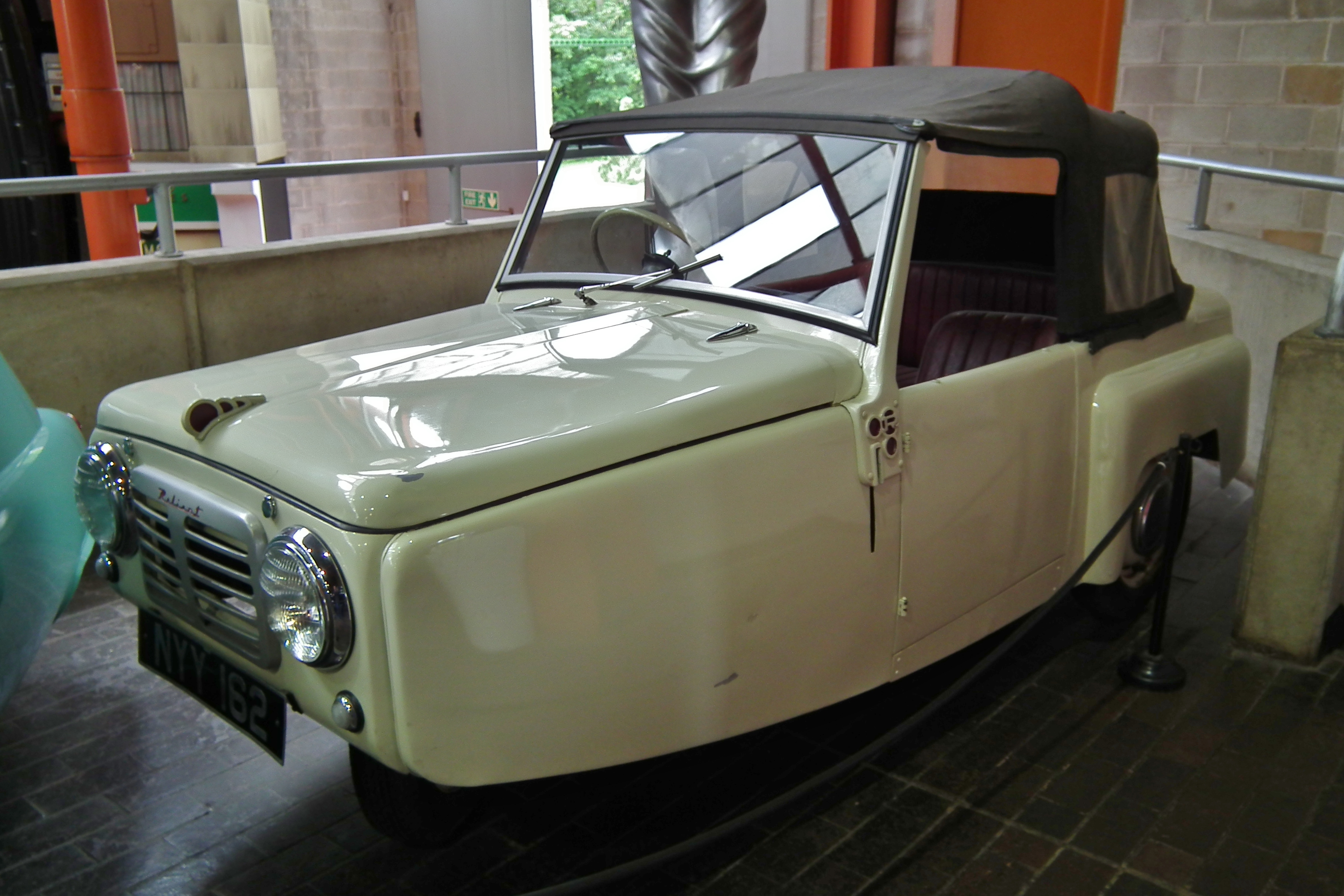
Reliant Regal Mk C

Однак на ринку активно діяли фірми Bond Minicar і Morgan, які продавали 3-колісні пасажирські автомобілі, Reliant прагнула також вийти на цей ринок. Навесні 1952 року було показано відкритий пасажирський автомобіль під назвою Regal Mk B, а в липні одним конкурентом стає менше — Morgan випускає свій останній «три-уіллер», так що у вересні 1952 року, трохи змінивши прототип, Reliant починає виробництво машини під ім'ям Regal Mk C.

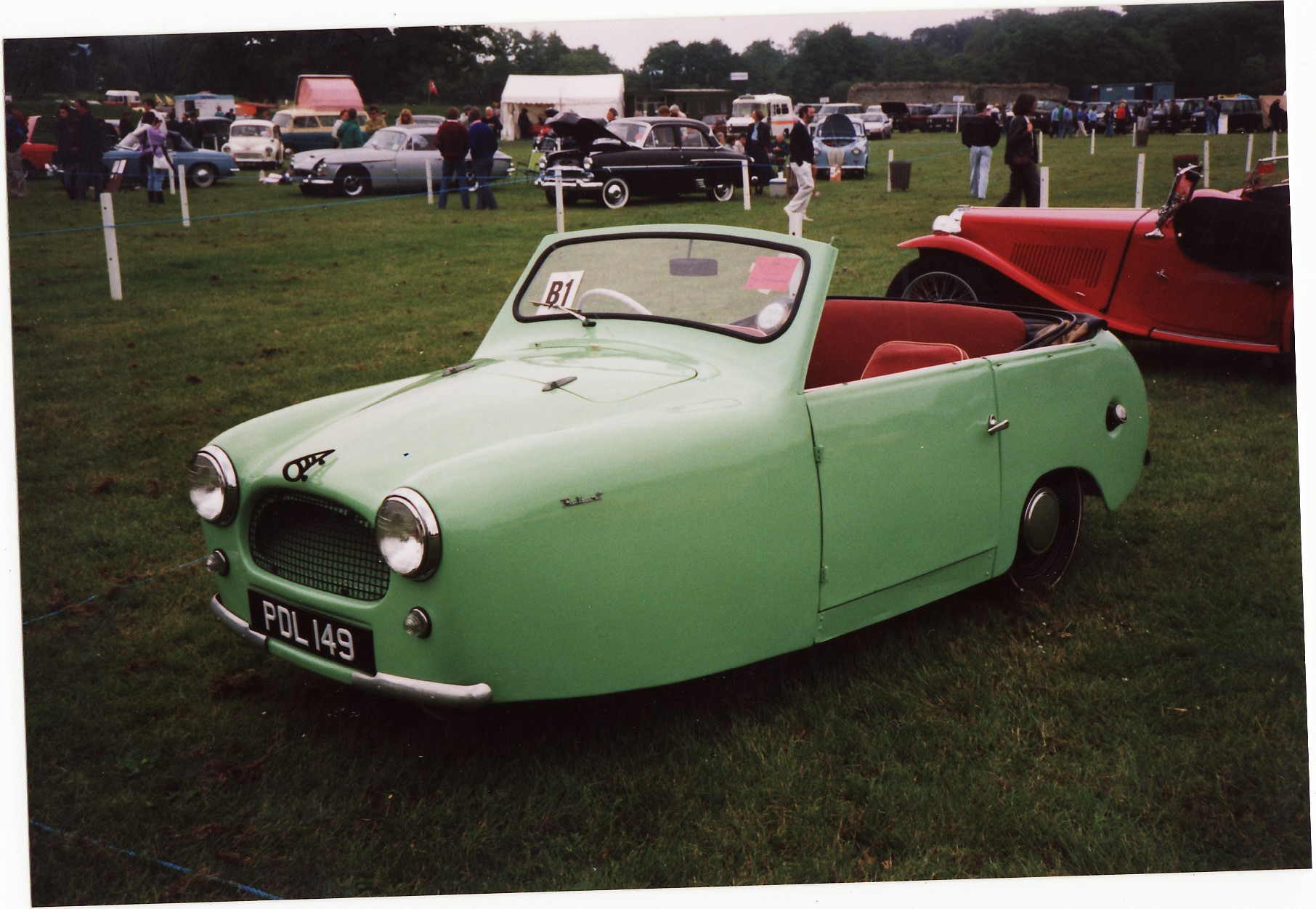
Reliant Regal Mk D

Цей автомобіль був оснащений тим же 750-кубовим двигуном, 4-ступінчастою коробкою передач і гідравлічними гальмами коліс, чого поки що не мали і деякі повноцінні чотириколісні автомобілі класом вище. 1956 року фірма робить маленьку революцію, почавши виробляти кузови зі склопластику. Кузови зі склопластику встановлювалися на раму, сконструйовану з коробчастих лонжеронів з трубчастими поперечниками, двигун і коробка розміщувалися за переднім колесом, тому агрегати надто входили в салон, обмежуючи простір пасажирам. Переднє колесо сиділо на вилці, оснащеній торсіоном, ззаду була ресорна підвіска з хитними півосями, рульове управління було дуже гострим, від упору до упору було 1.5 обороти керма. Кузов, на відміну від попередніх моделей, був закритим, задні бічні і заднє скло були зроблені з плексигласу, щоб заощадити на вазі. В результаті 16-сильна машинка розганялась до 95 км/год.
Цю машину рекламували як другий автомобіль для сім'ї— податки були досить високими, а трицикли оподатковувалися всього в п'ять фунтів на рік. Реклама того часу зазначала: «Хто возить ваших дітей в школу? Хто їздить в магазин за покупками? Звичайно, ваша дружина, і, напевно, не на вашому автомобілі! Дайте їй можливість пересуватися на автомобілі, який має закритий кузов, дуже економічний, швидкохідний і легкий у керуванні». Тим самим фірма орієнтувалася на жіночу аудиторію.
Крім пасажирської версії з'явилася і вантажна версія. Відправивши на пенсію фургончик з мотоциклетним корінням, ця машина отримала назву Supervan, її кузов також виготовлено із склопластику.

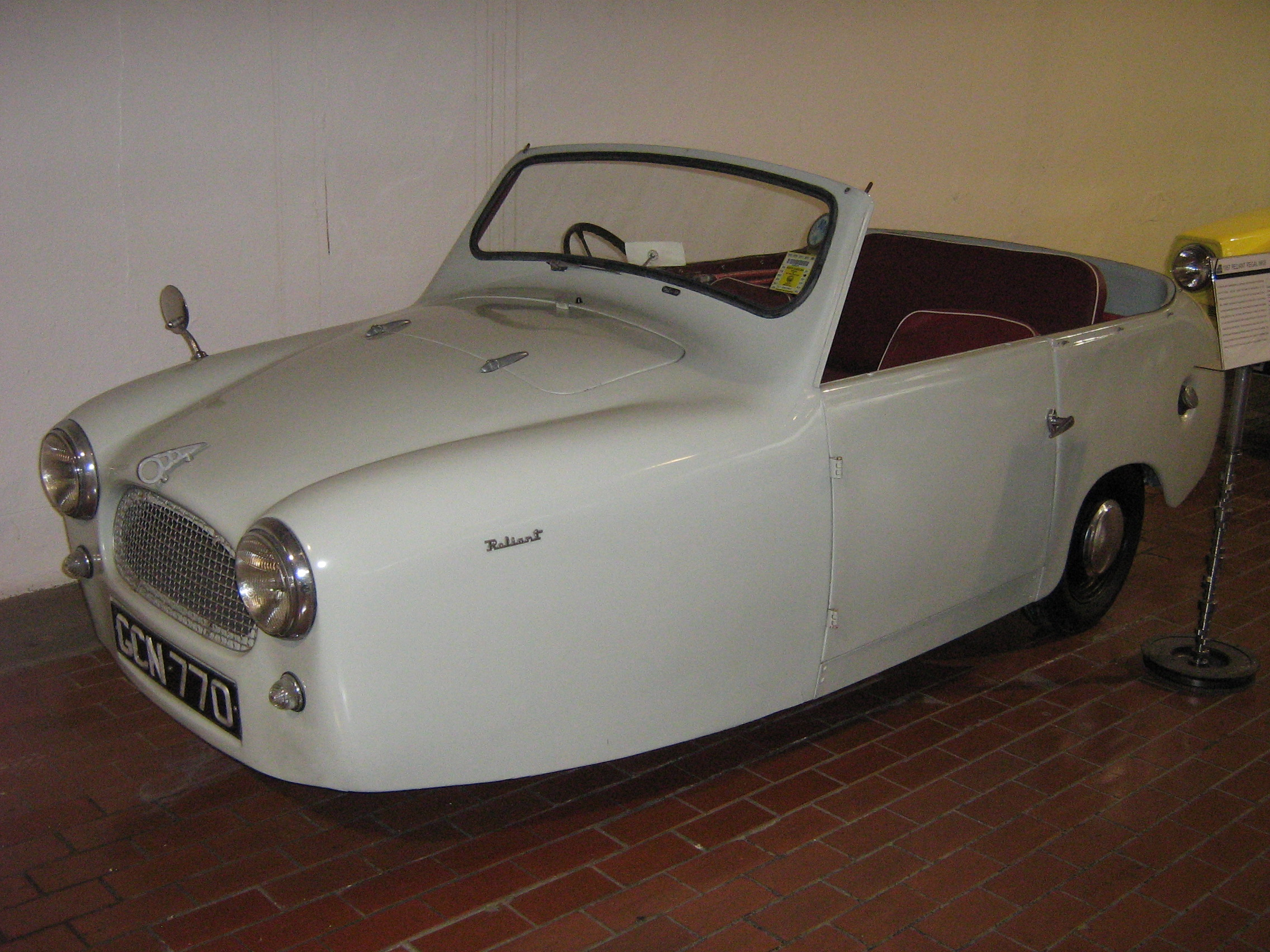
Reliant Regal Mk D

Незабаром крім закритої моделі з'явилася і відкрита версія пасажирської машини. В січні 1958 року з'явилася злегка змінена версія Regal Mk F, але в листопаді того ж року вийшла машина з новим кузовом, який побудували на базі моделі F. Верхня частина стала монолітною і симпатичною, машина тепер мала яскраво виражений багажник.
Тим часом технологи фірми не сиділи, склавши руки — вони працювали над створенням монолітного кузова зі скловолокна, посиленого поліефірною смолою (GRP). Для цього купили землю для заводу в Кеттлбруці. Незабаром на новий завод завозилися рулони скловолокна і працівники вручну за один раз вирізали по 60 аркушів потрібної форми, потім вручну все промащувалося і наклеювалося, і так 160 шарів кожної деталі, хоча деякі деталі виготовлялися за допомогою пресів. Готові форми йшли по конвеєр, на якому їх перевіряли, оскільки були дуже суворі допуски по вазі, полірували, обробляли компонентами і склеювали кузов в єдине ціле. Після цього готовий кузов йшов у цех обробки, працівники обрізали зайве і відправляли готовий кузов в піч, щоб виявити повітряні бульбашки, після чого доопрацьовували його. Потім їх відправляли на завод в Ту Гейтс, де і починалася збірка автомобіля. Такий метод побудови автомобіля був дуже зручним для фірм, що виробляли автомобілі обмеженою кількістю, особливо для тих, що були розташовані в розвинутих країнах, в яких не особливо була розвинена металургія, тому не дивно, що в 1958 році було підписано договір з ізраїльською фірмою Autocars Ltd, головою якої був Іцхак Шубінскі.

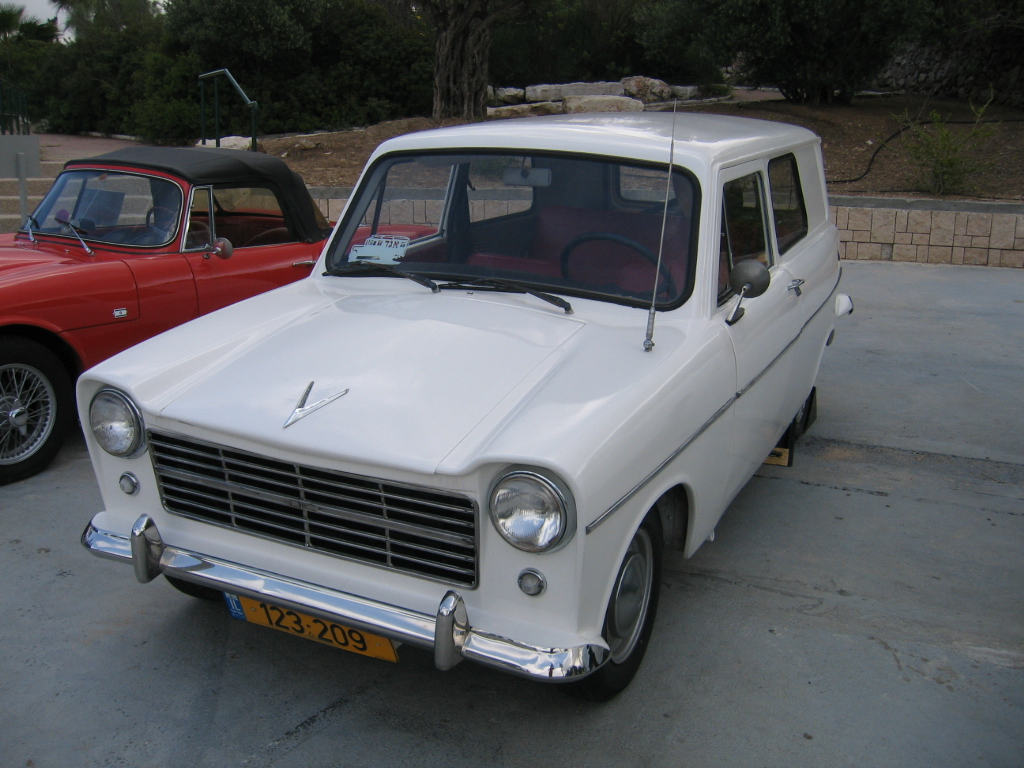
Sabra Sussita

Британці сконструювали для ізраїльтян автомобіль зі склопластиковим кузовом, який мав два варіанти — універсал і фургон, Шубінскі дав назву продукції, що випускалася, Sabra, що мало два значення — народжений в Ізраїлі або назва кактуса, який виростав в тому числі і в «родючих» ґрунтах самого Ізраїлю (на логотип і помістили цей кактус). Першу модель, яку почали випускати в 1960 році, назвали Sussita, що означало «конячка». Під капотом «конячки» ховалися вузли британського Ford Anglia, в тому числі і двигун об'ємом 1 л, але той факт, що вузли в зборі поставлялися з Британії замовчувався, і машина видавалася як повністю зроблена в Ізраїлі. Задню підвіску шасі Ford Anglia було перероблено, і на ізраїльській машині вона була незалежною.
У 1961 році Шубінскі, який до того ж мав бізнес і в Англії, купує у Лесслі Белламі конструкцію шасі, (використовувалися в LMB Debonair, але продавши близько 50 машин, їх випуск призупинився), а також права на склопластиковий кузов у Ashley Laminates від моделі Ashley 1172. Це був склопластиковий відкритий кузов, на який можна було встановити жорсткий дах типу хардтоп, цей кузов ставився на шасі малолітражки Ford 10HP довоєнних часів. Все це скомпонувати в єдиний автомобіль знову попросили фірму Reliant.

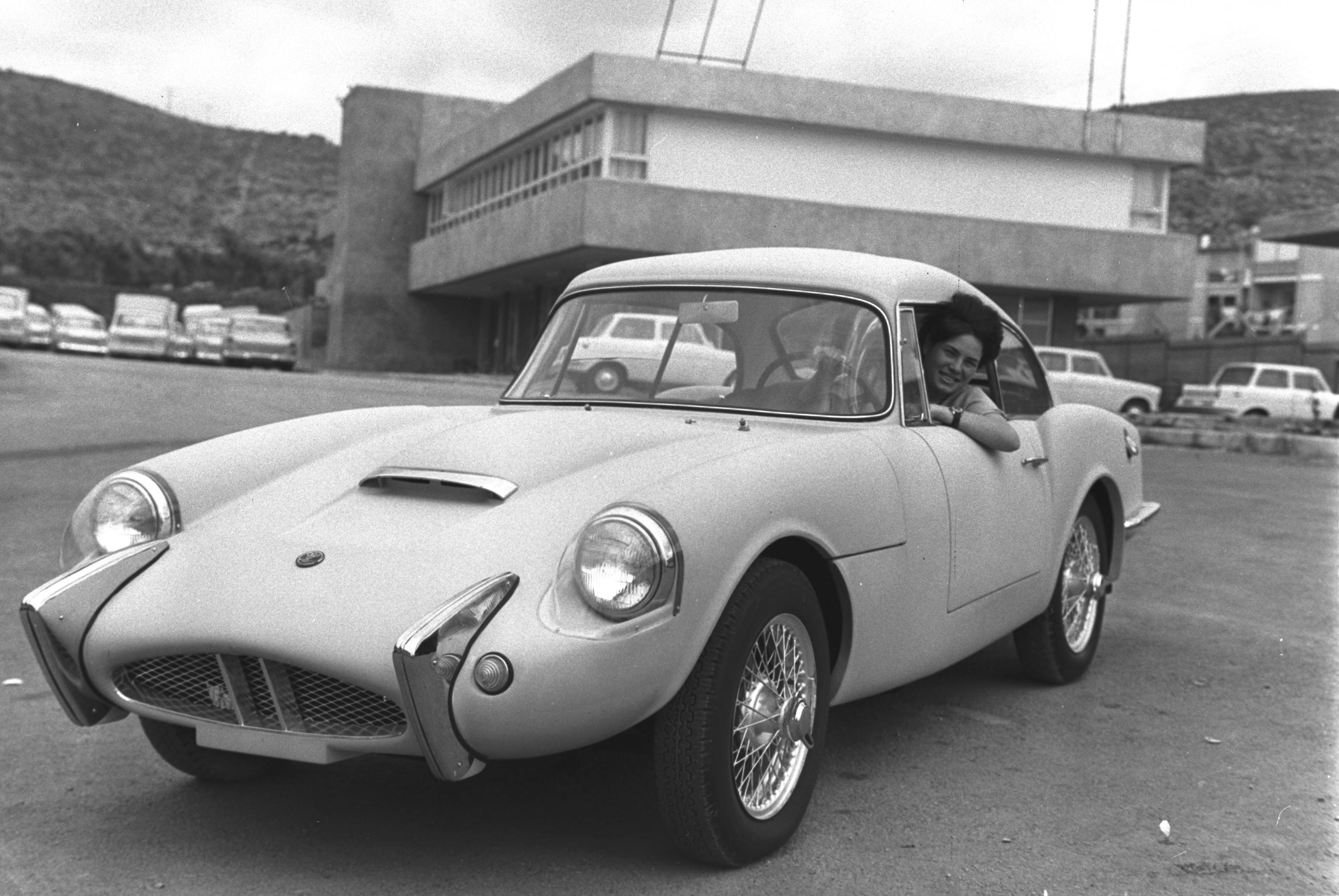
Sabra Sport, вона ж Reliant Sabre з жорстким фіксованим дахом типу хардтоп

Британці беруться за проєкт, однак за умови, що партію в сто машин вони зможуть продавати під власною маркою, назвавши машину Reliant Sabre.Їізраїльська версія мала називатися Sabra Sport. На шасі збірної солянки встановили 1.7 л двигун, потужністю в 73 к.с. від Ford Consul, який агрегатувався з 4-ступінчастою повністю синхронізованою коробкою передач німецької фірми ZF. Завдяки малій вазі такий автомобіль міг розігнатися до 140 км/год. Підвіска автомобіля була нетипова — важелі передньої підвіски мали дуже широкі підшипники коліс, виконуючи роль пружних елементів підвіски, пружинна задня підвіска мала нерозрізну балку, яка кріпилася до тяги Ватта, яка своєю чергою кріпилася не впоперек кузова, як це було прийнято, а паралельно. Ще однією рідкісною на той момент особливістю машини була наявність передніх дискових гальм. У підсумку в 1961 році фірма приголомшила відвідувачів виставки Earls Court Show наявністю на своєму стенді чотириколісного автомобіля, тим більше відразу спортивного.

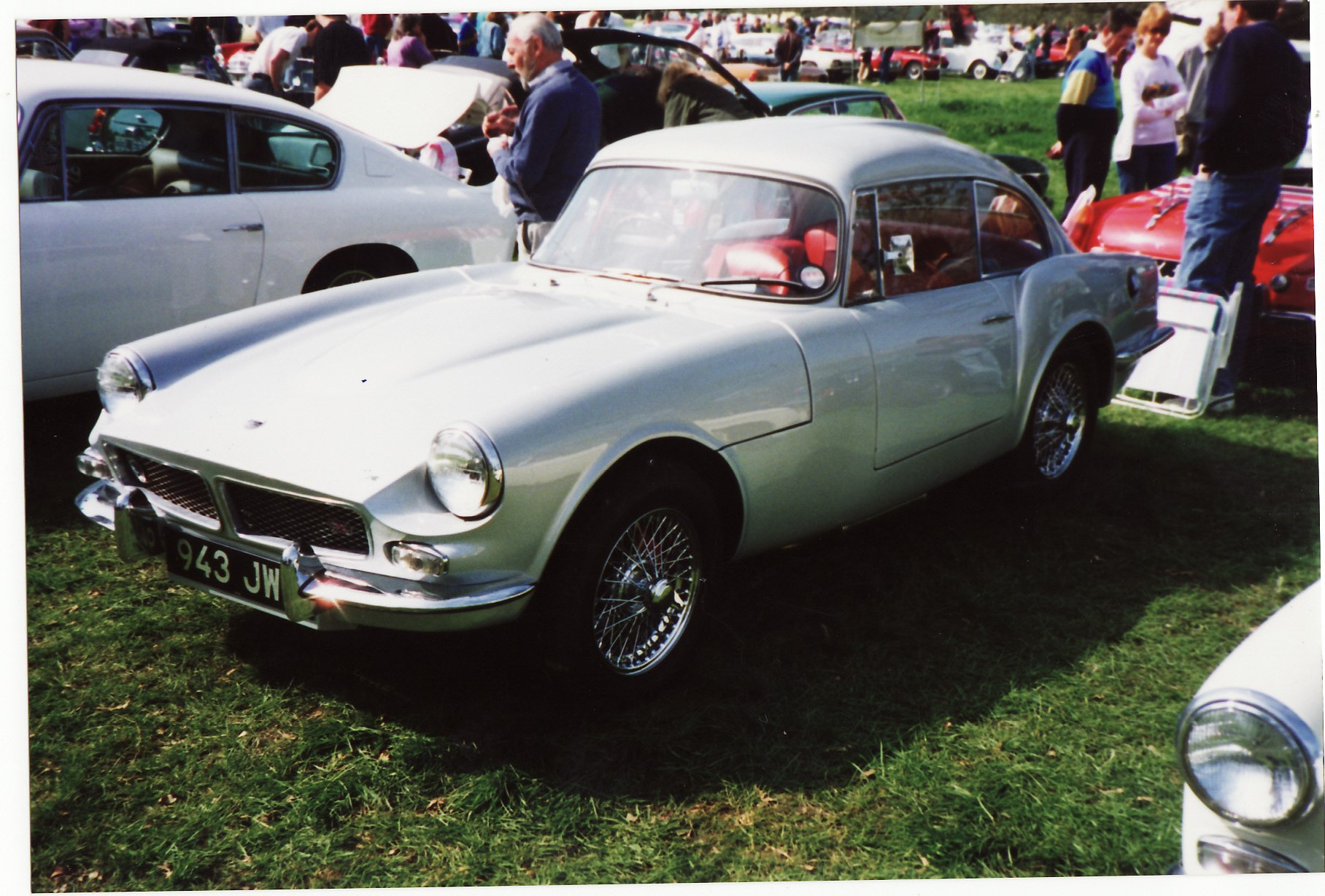
Reliant Sabre Six

Незабаром машину показали і на виставці в Нью-Йорку, куди планував продавати свою продукцію пан Шубінскі. Крім спортивної машини та універсала на стенді був і дводверний прототип седана FW 3, який через рік пішов у продаж під назвою Sabra Carmel. Не дивлячись на те, що на ідентифікаційних табличках перших родстерів, які почали виробляти, було написано, що вони зроблені в Хайфі, насправді їх робили в Англії. У середині 1962 року починається виробництво закритої версії, яка отримала назву Sabre GT. Але вже в жовтні в демонстраційних залах фірми з'являється нова модель, яка носила те ж ім'я, але тепер мала під капотом потужніший 6-циліндровий двигун. Sabre Six отримує 2.6 л двигун від Ford Zodiac, потужністю в 109 к.с., але на відміну від попередньої моделі вирішили відмовитись від відмінної, однак дорогої, німецької коробки передач на користь дешевшої «фордовської». Передню підвіску переробили, і вона повторювала конструкцію передньої підвіски Triumph TR4. Приз за найкращий дизайн на автомобільній виставці Earls Court Show восени того року вручили Пеполлу, який був автором цього автомобіля, а приз за найстрашніший автомобіль — фірмі Sabra за її Sussita, автором якої була та ж людина.
Нова машина комплектувалася тільки кузовом купе, який був значно перероблений і набагато приємніший оку. Проте знайшлося два клієнта, які захотіли мати тільки відкриту версію, що вони і отримали. Автомобіль тепер мав непогані показники, розганяючись до 180 км/год в цілому і до швидкості в 100 км/год за 12.2 секунди. З цього ж моменту Sabra Sport починають збирати в Ізраїлі. ЇЇ також поставляли в Бельгію, де вона здобула певний успіх.

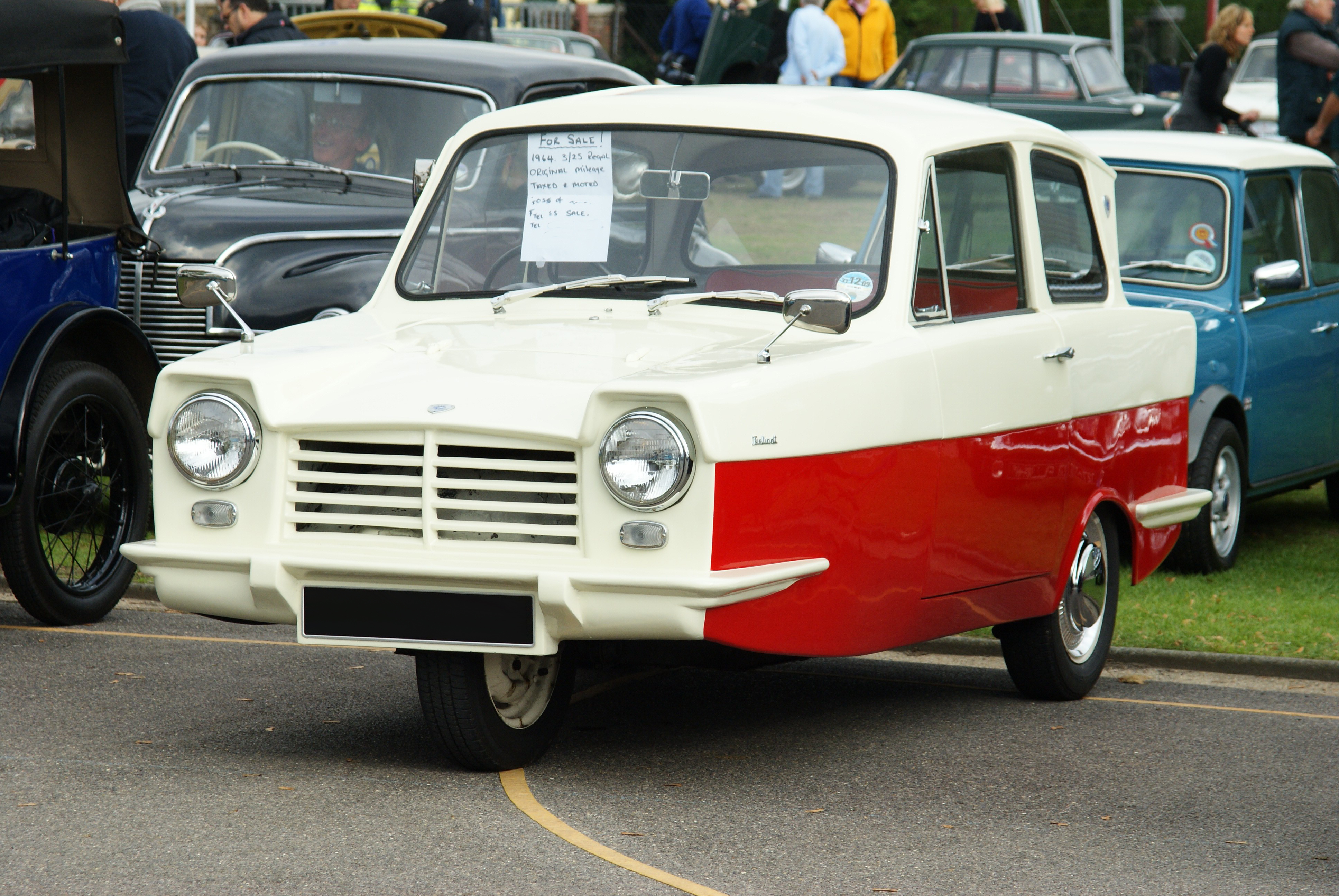
Reliant Regent 3/25

Іншою віхою стала поява нової моделі Regent 3/25, яка, по-перше, отримала новий кузов, який став незграбним і зі зворотним нахилом задньої стійки, по-друге, нову раму, і, по-третє, під капотом тепер був новий повністю алюмінієвий 4-циліндровий двигун OHV, об'ємом в 600 кубів, який розвивав 25 к.с., що дозволяло розганятися до 112 км/год. Новий двигун прийшов на зміну двигуну з бічними клапанами, який вів родовід з Austin Seven початку 20-х років.
У 1963 році відкривається новий завод в Шенстоні, оскільки потужності, які були, не справлялися з попитом. Розрізати стрічку довірили Джиму Кларку, який побив за кількістю перемог в «королівських» гонках самого Фанхіо. Через п'ять років Кларк трагічно загине у віці 32-х років. Тим часом дизайн моделі Sabre морально застарівав. Рей Віггін, один з директорів фірми, підшукував нові ідеї в автомобільному дизайні. 1962 року він побачив прототип, побудований на шасі Daimler SP250, автором якого був Девід Огле. Купе не зацікавило Лайонса, який купив на той час фірму Daimler, і автомобіль придбав один бізнесмен, який подарував його своїй коханій. Віггін контактує з Огле і купує право на дизайн цього прототипу. Ччерез деякий час Девід Огле загинув в аварії під час перегонів, ведучи один з автомобілів, який він особисто побудував.

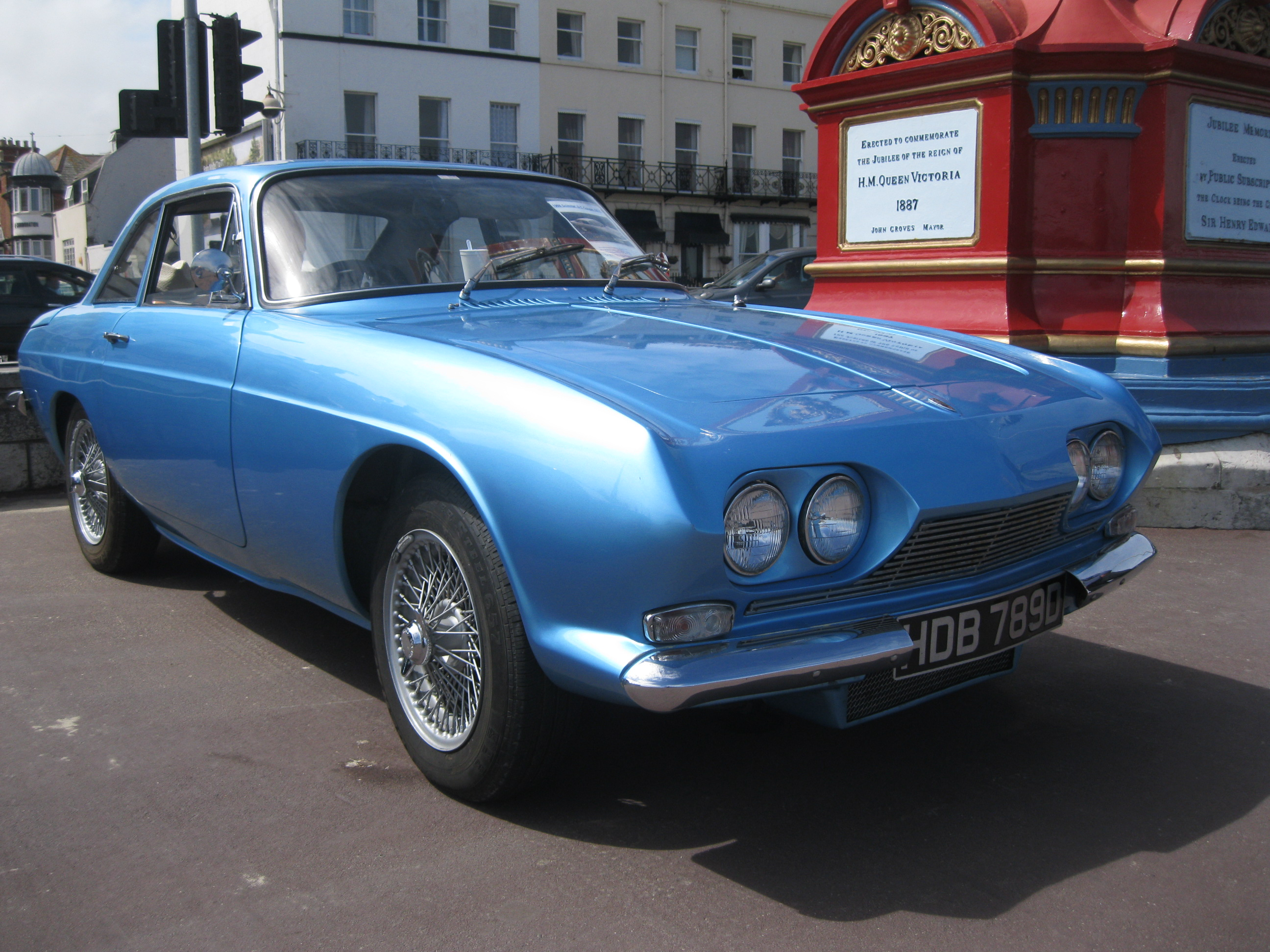
Reliant Scimitar GT SE4

У 1964 році стартують продажі злегка зміненого в порівнянні з прототипом 3-об'ємного купе Scimitar GT SE4, який мав шасі від моделі Sabre. Двигун від «Зодіаку» був форсований до 120 к.с. завдяки 3 карбюраторам, коробка передач на замовлення могла оснащуватися овердрайвом фірми De Normanville, або взагалі можна було замовити трансмісію німецької фірми ZF. Автомобіль з таким двигуном розвивав цілком пристойні 190 км/год.

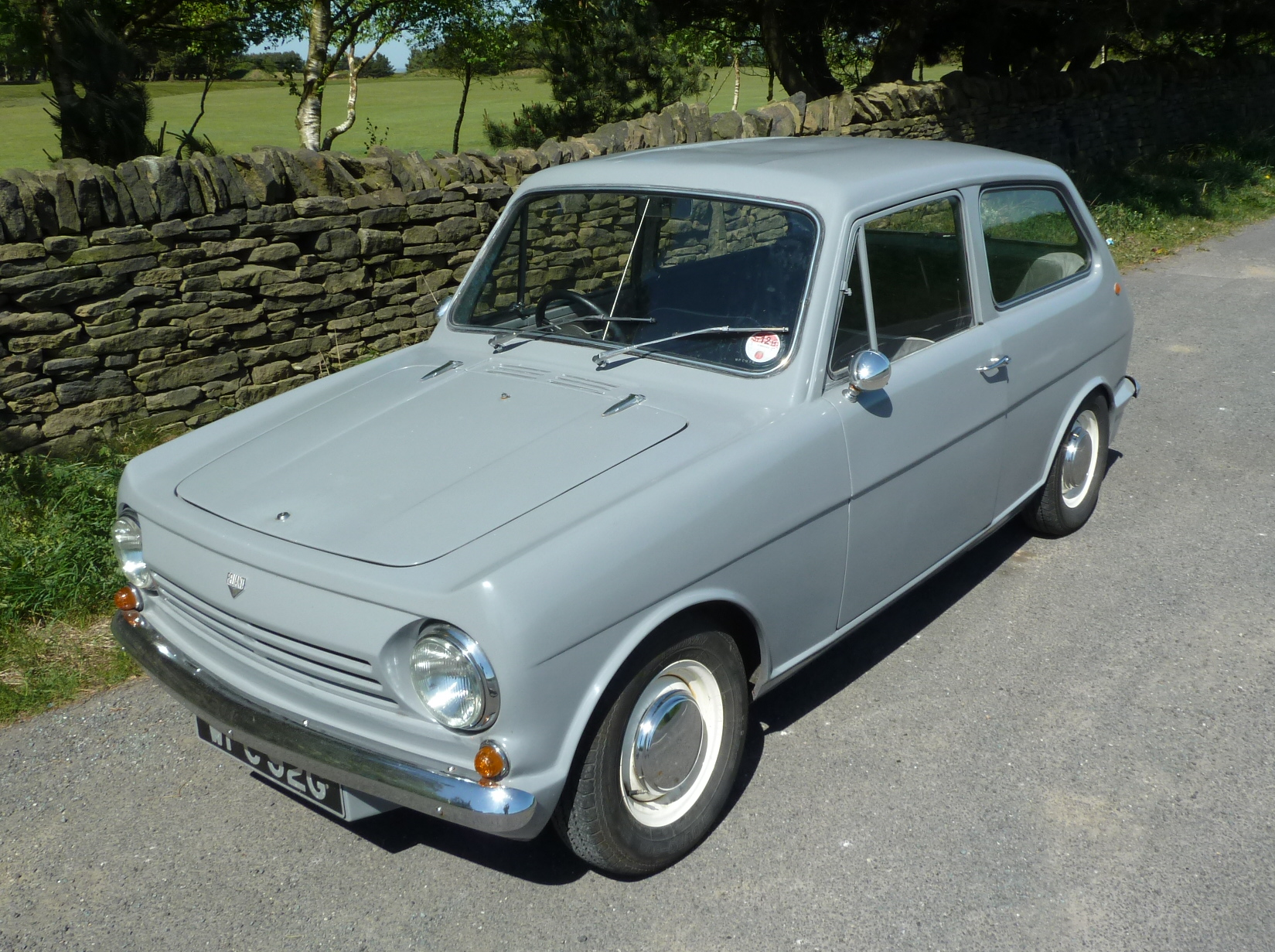
Reliant Rebel

Крім цієї машини було анонсовано першу власну 4-колісну машину класу міні — Rebel, це був прямий конкурент Austin Mini і Hillman Imp, але який, на відміну від них, мав відмінну корозійну стійкість, оскільки скловолокно не ржавіє. Конструктивно машина була практично ідентична моделі Regal Mk G, крім передньої підвіски — її елементи були запозичені від Triumph Vitesse, а рульове управління — від Standard Ten. Також була трохи перероблена рама в передній частині. Чотириколісна машинка виявилася трохи повільнішою свого 3-колісного побратима, і розвивала всього 95 км/год. Машина пропонувалася у варіантах хетчбек, універсал і фургон, які теж розробила фірма Ogle Design, але вже Том Керон.

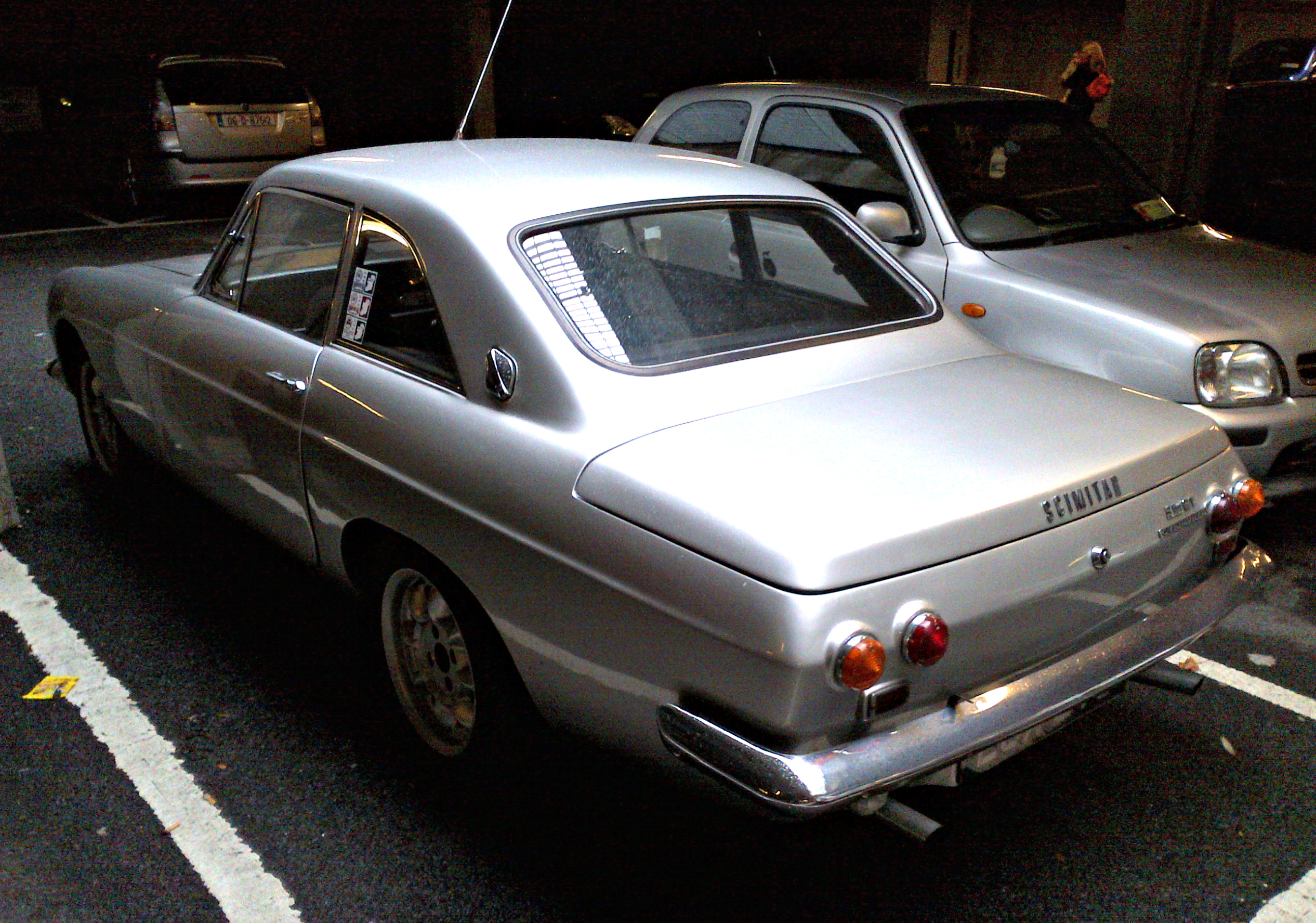
Reliant Scimitar GT

У 1965 році принц Філіп, герцог Единбурзький, замовляє собі автомобіль Scimitar Triplex GTS з кузовом типу Shooting Brake (розробляє цей прототип також Ogle Design), таким чином стаючи першим покупцем блакитних кровей, який володів авто цієї марки. У лютому 1966 року турецька фірма Otosan Otomobil Sanayii купує прототип фірми Reliant — FW5 і технологію з виробництва цих автомобілів, а вже в грудні починається їх виробництво в Туреччині. Крім цього британці розробляють склопластикову кабіну для вантажівки Ford D, яка випускалася в Туреччині і яку також починає виготовляти Otosan.
Наприкінці цього року з'являється модель Scimitar GT SE4b, яка приходить на зміну колишньої машини. Зовні змін не було, окрім дизайну коліс, які стали штампованими. Зате рама посилюється, а під капотом знаходить собі притулок новий 3-літровий двигун V6 серії Essex від «Форд», який розвивав всі 135 сил. Разом з ним з'являється інший диференціал заднього моста завдяки тому, що двигун був коротшим, змінюється розваговка і відповідно поліпшується керованість автомобіля. У жовтні 1967 року Regal отримує новий двигун, об'ємом в 700 кубів і потужністю в 30 сил. Такі машини отримують приставку 3/30, при цьому перед машини трохи змінюється в дизайні. Тоді ж Scimitar GT отримує ще одну версію — SE4c, яка була доступнішою, ніж 3-літрова модель, оскільки мала під капотом 2.5 л «фордовський» двигун потужністю 121 к.с. Проте і ця модель була досить швидкохідна, розвиваючи 175 км/год.

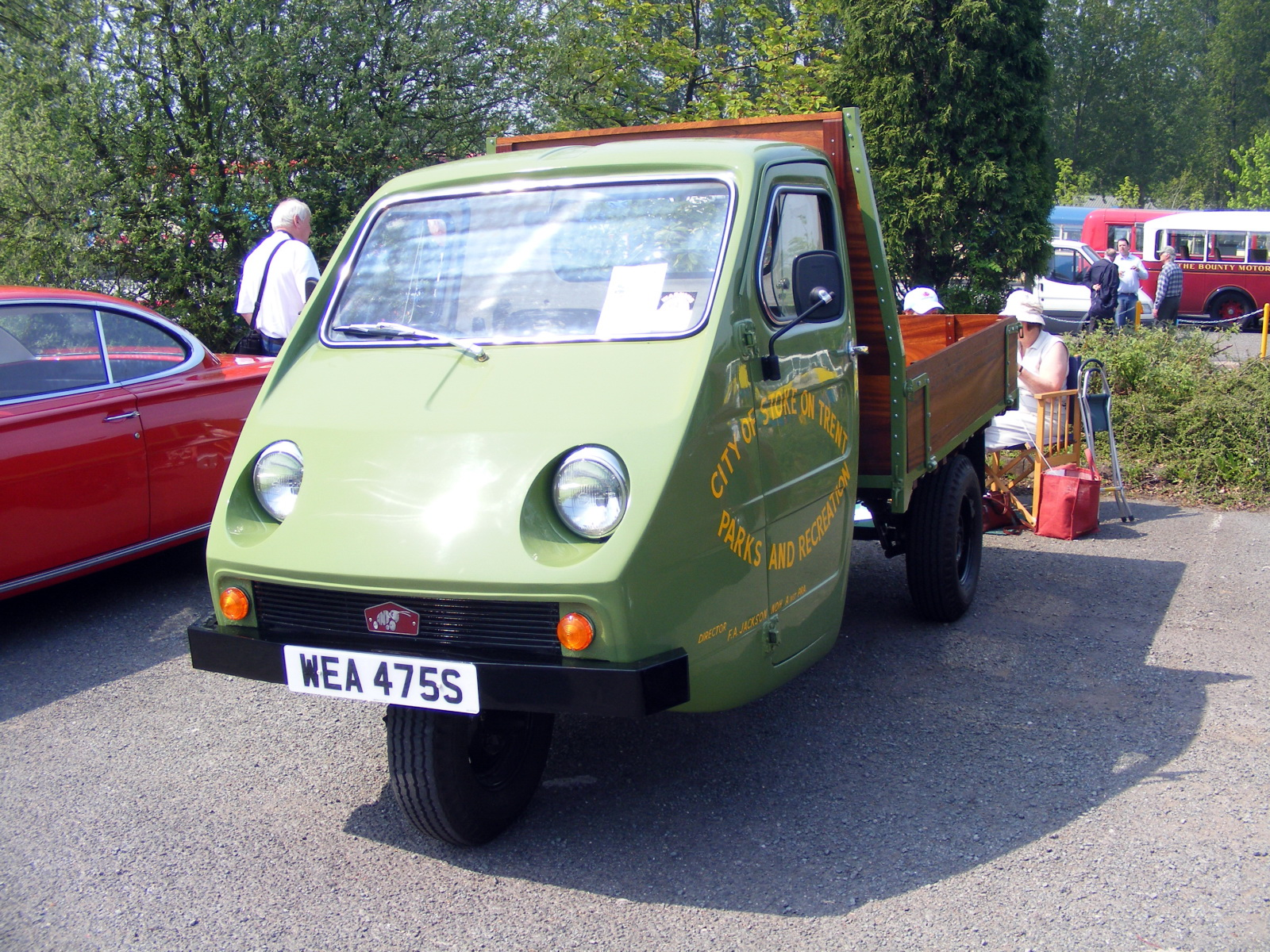
Reliant Ant TW9

Крім пасажирських автомобілів в цьому році з'являється і 3-колісна вантажівка Ant TW9 з вантажопідйомністю 500 кг, яка мала кабіну над переднім колесом. Під кабіною був встановлений 700-кубовий 27-силовий двигун.

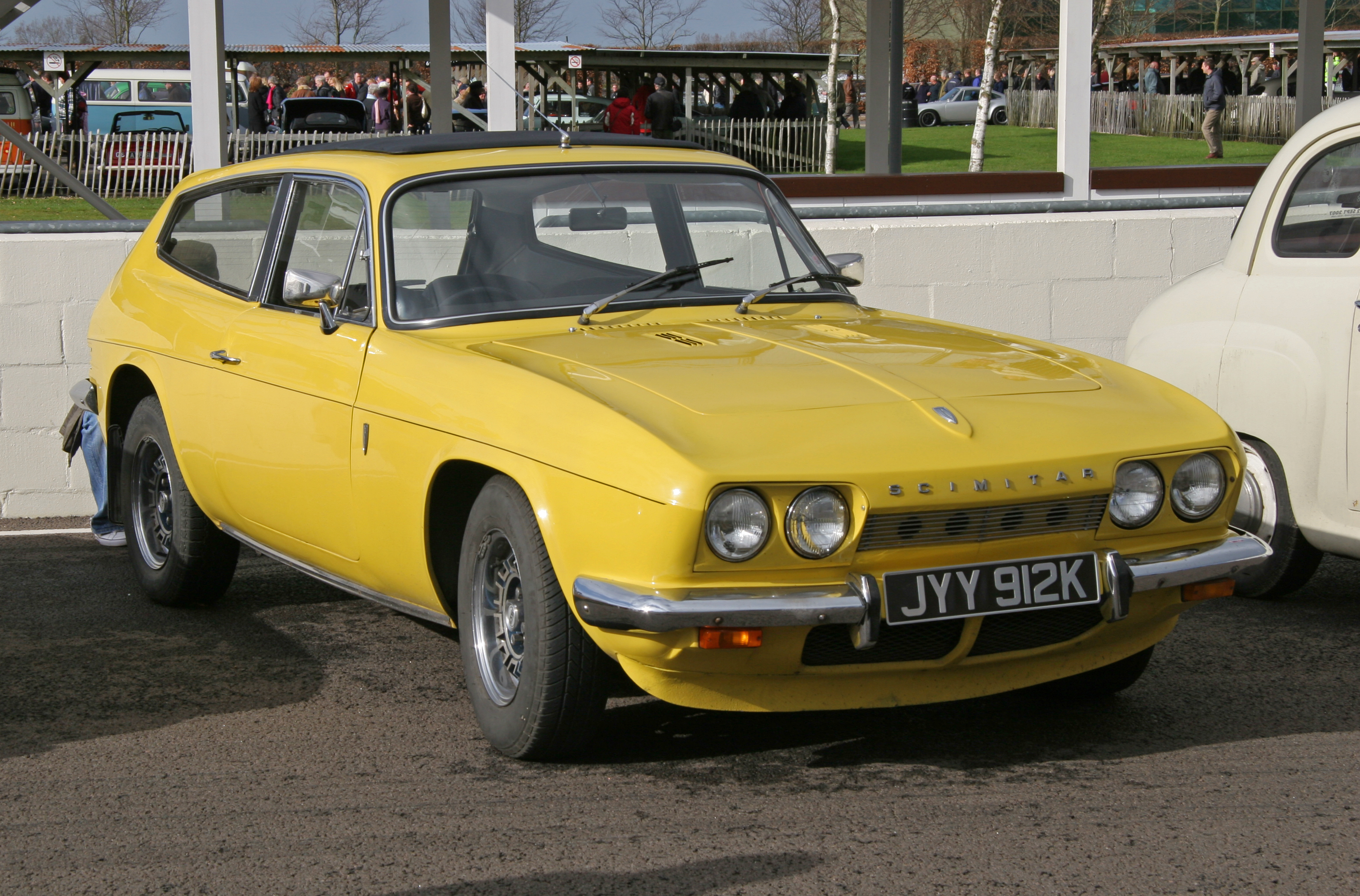
Reliant Scimitar GTE SE5

У 1968 році спільними зусиллями фірм Reliant і Ogle Design в світ виходить нове покоління Scimitar, яке отримує приставку GTE (Grand Touring Estate),. За дизайном це була подальша розробка автомобіля 1965 року. Крім нової задньої частини машина отримала і модернізований перед. Reliant GTE SE5 оснастили новими шасі і підвіскою коліс, а ось двигун і коробка передач залишилися колишніми. Запасне колесо переїхало із багажника під капот, щоб збільшити об'єм багажника. 3-літровий універсал міг розганятися до 188 км/год і набрати сотню за 10.7 с.
Тим часом у квітні 1968 року з конвеєра в Ту Гейтс сходить 50 000-ий автомобіль моделі Regal, яку почали випускати в 1962 році, а в серпні новий 600-кубовий двигун встановили і на 4-колісне малятко Rebel.
У 1969 році ще однією фірмою, яка купує ліцензію і технологію у британської компанії стає більше — грецька компанія Mebea Company починає випускати 3-колісну вантажівку TW9. Вантажопідйомність середземноморської моделі збільшили до 800 кг. Прекрасне фінансове становище фірми дозволяє їй придбати в тому ж 1969 році свого конкурента по триколісним автомобілям — компанію Bond Cars Ltd.
У серпні 1970 року універсал Scimitar GTE SE5 дарують на двадцятиріччя принцесі Анні її батьки, королева Єлизавета II і принц Філіп. З цього моменту за цими машинами закріплюється слава автомобілів для аристократів, які мають заміські замки і які використовують такі «шутін брейки» за прямим призначенням, тобто для полювання на своїх угіддях. Інтерес до недешевої машини виростає і завдяки тому, що тепер можна було замовити автоматичну коробку передач на неї. В листопаді ж серію Scimitar GT SE4 знімають з виробництва, купе і універсал випускалися одночасно.
У 1972 році вантажівка Ant отримує 750-кубовий 32-силовий агрегат, який повинен був зробити машину спритнішою, але це ніяк не позначилося на продажах цієї машини у Великій Британії. Такий же двигун отримала 4-колісна машина Rebel. Крім того двигун моделі Scimitar GTE був форсований до 142 к.с., що дозволило машині розвивати швидкість в 195 км/год, і розганятися до ста за 8.5 секунди. В цьому році у Scimitar GTE SE5A з'явився куди слабший, але красивіший конкурент — Volvo 1800ES.

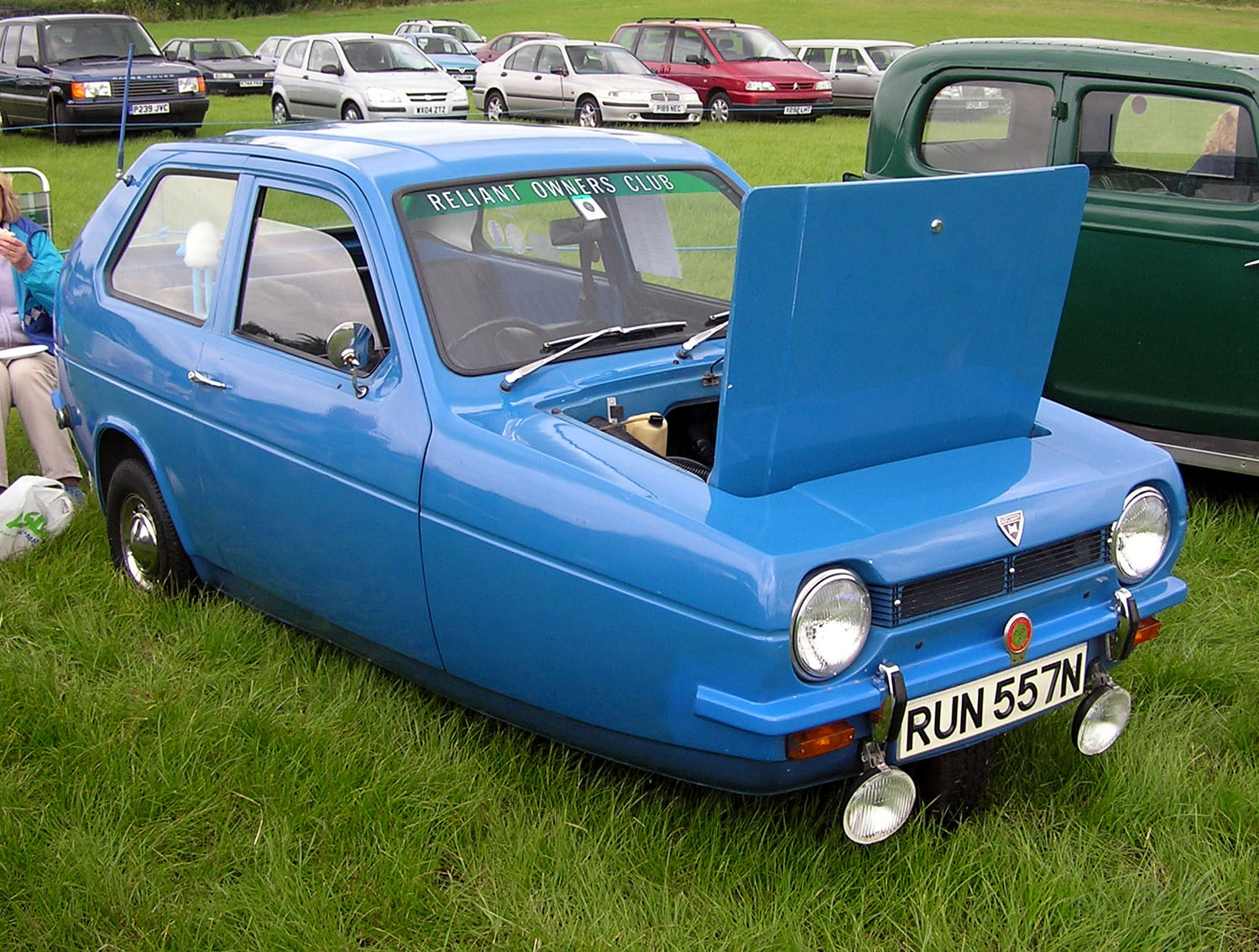
Reliant Robin

У листопаді 1973 року на спокій йде модель Regal, яку до того моменту виробили в кількості 110 000 одиниць всіх поколінь разом узятих. Цій моделі підготували заміну — нове покоління 3-колісних пасажирських автомобілів, яке отримало назву Robin. Кузов новинки спроєктували старими друзями з Ogle Design.
Автомобіль також оснастили 750-кубовим 32-силовим двигуном, яким роком раніше стали оснащувати «мурашки». Ця модель вже була значно краще підготовлена ніж попередниця і навіть мала варіант, який називався Super Robin, з салоном від чотиримісної машини. Інтерес до новинки підігрів той факт, що принцеса Анна сама купила таку машину собі, коли вчилася в королівській академії в Сандурсті. У цьому ж році модель Rebel знімають з виробництва, оскільки за весь час було продано всього близько 2500 одиниць, не дивлячись на те, що машинка була спритнішою від Mini, який був важчий за неї. Однак вона коштувала на порядок дорожче і тому для продукції BLMC не складала особливої конкуренції. 1974 року починається збірка «Робінів» і в Греції, а через рік автомобілі цієї серії отримують 850-кубовий 37-силовий двигун, який дозволяв розганятися до 135 км/год, і набирати сотню на спідометрі за 16 с.

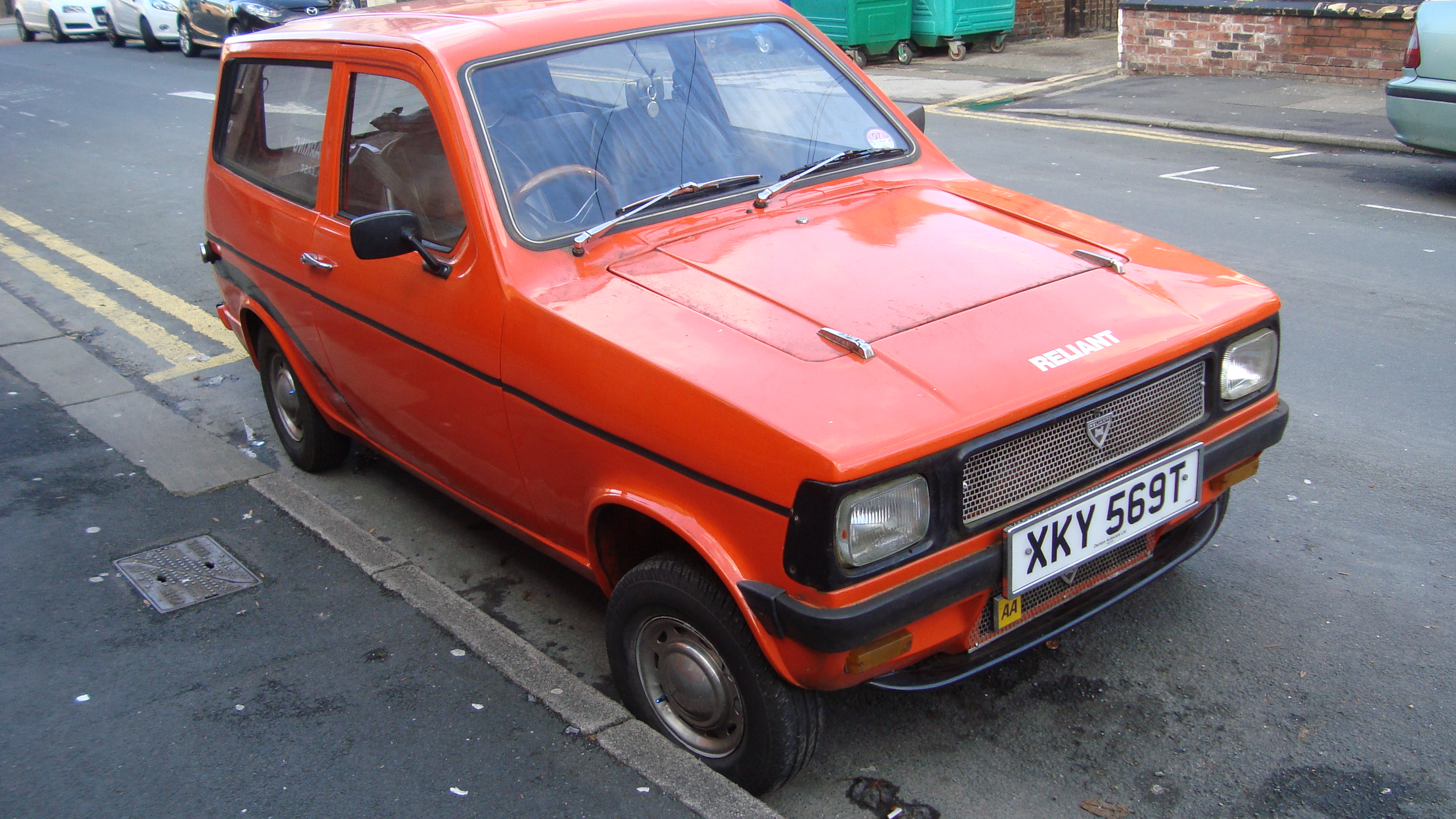
Reliant Kitten

Новий двигун можна було побачити і на новинці цього сезону. Фірма Reliant повернулася до виробництва 4-колісного мінікара, цього разу машина отримала назву Kitten. Новинка повторювала «Робіна» по задній частині рами і кузова, але передня була іншою. Передня підвіска була спроєктована самостійно, але конструкція її чомусь дуже нагадувала двоважільну підвіску Lotus. Ця машина першою серед авто цієї марки отримала квадратну головну оптику. Ця машина була вдвічі дорожчою нового Mini, що робило її елітарною, адже за ті гроші можна було купити куди більший автомобіль, а чотириколісний варіант не міг похвалитися тими податковими пільгами, якими користувався його 3-колісний побратим. Kitten був кращий заAustin Mini 850 і за своїми споживчими якостями  — так, наприклад, «Міні» розганявся до 100 за майже 25 с, а «Кошеня» за 18 с. Максимальна швидкість також була на користь легшого Kitten, який до того ж споживав всього 4 л бензину на 100 км.

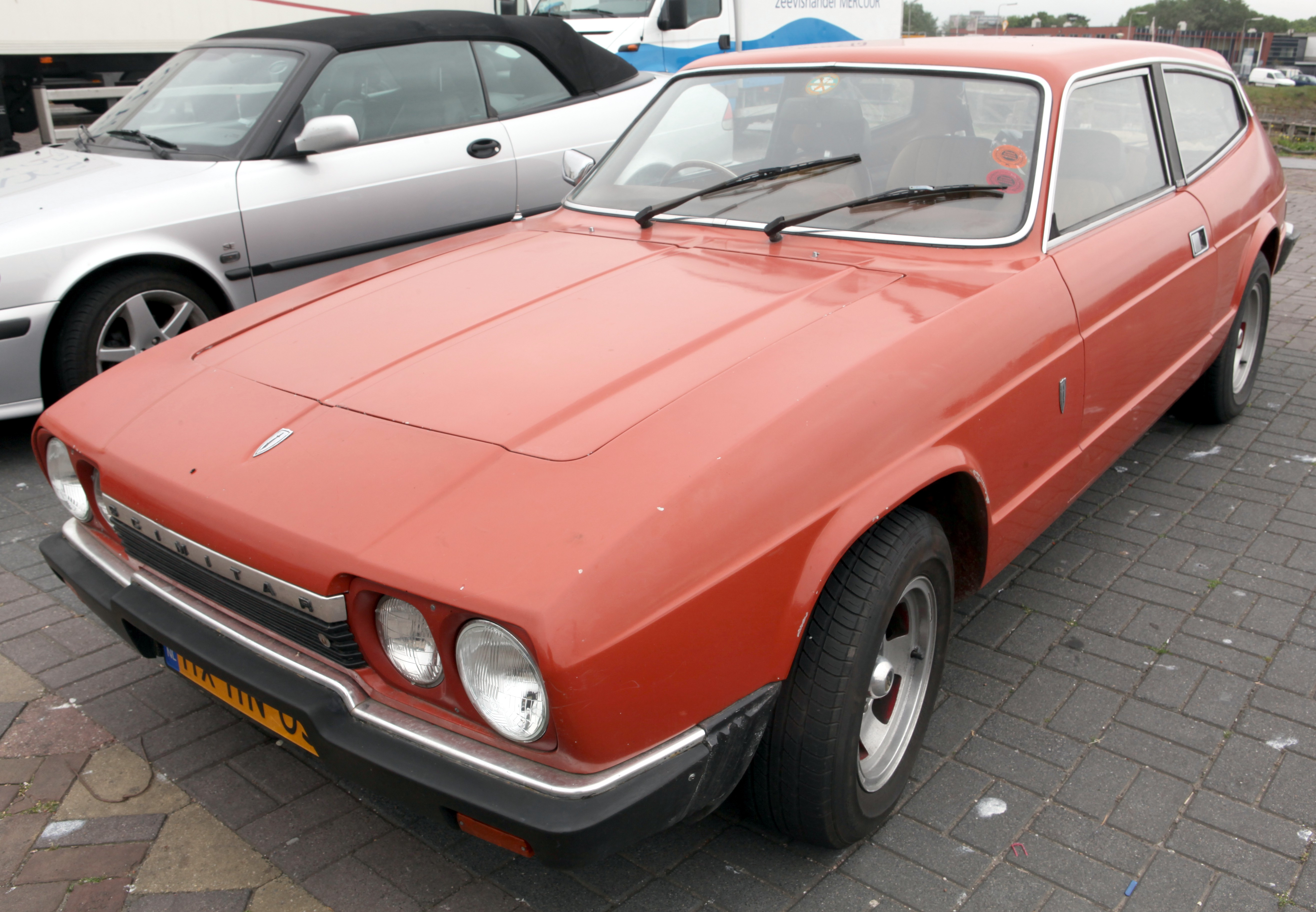
Reliant Scimitar GTE SE6

Також в 1975 році припиняється виробництво Scimitar GTE SE5, на зміну приходить SE6, яка була збільшена в базі на 10 см, хоча самі габарити збільшилися всього на 8 см в довжину. Крім цього машина виросла і в ширину аж на 6 см. Ця модель отримує травмобезпечні бампери. Двигун і коробка залишилися колишніми, однак дорожча машина чомусь була зібрана набагато гірше попередника і далеко не бідні клієнти особливо скаржилися на підтікання салону.
Тому через рік машина піддається оновленню. Вона отримала нові гальма збільшеного розміру, переглянуті характеристики підвіски, помітно підтягнули якість кузова, декор якого злегка змінили. Такі машини стали називатися GTE SE6A. Також в 1976 році відбувається модернізація Kitten, яка отримала інші налаштування підвіски, новий карбюратор і систему подачі повітря, а також з'явилася вантажна версія цієї машини.
У 1977 році починається виробництво праворульних версій, які продавались в Західній Європі, а Марчело Гандіні будує прототип FW11 для фірми Reliant. Проте він не зацікавив ні британців, ні турків, яким також був запропонований, а незабаром з'явився серійний Citroen BX, який став французьким бестселером. Гандіні продав свій незграбний дизайн французам. Крім цього в цьому році фірма змінює господаря — Джуліан Ходж, який володів компанією протягом останніх 15 років, передає контрольний пакет акцій Джону Нешу.

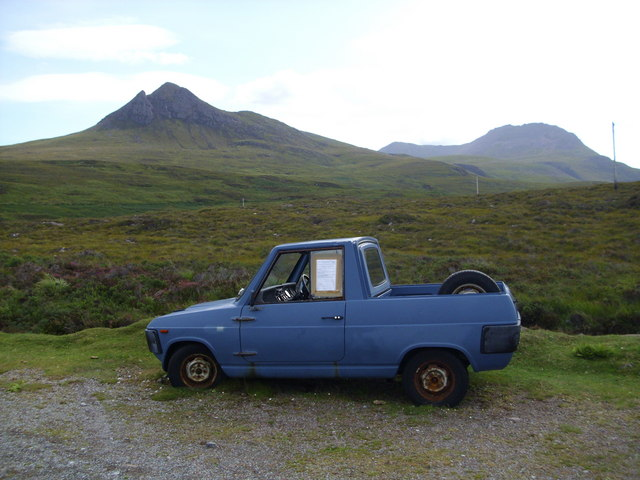
Reliant Fox

У 1979 році в Греції на базі моделі Kitten («кошеня») починається виробництво утилітарної версії типу пікап і фургон — Fox («лисиця»).

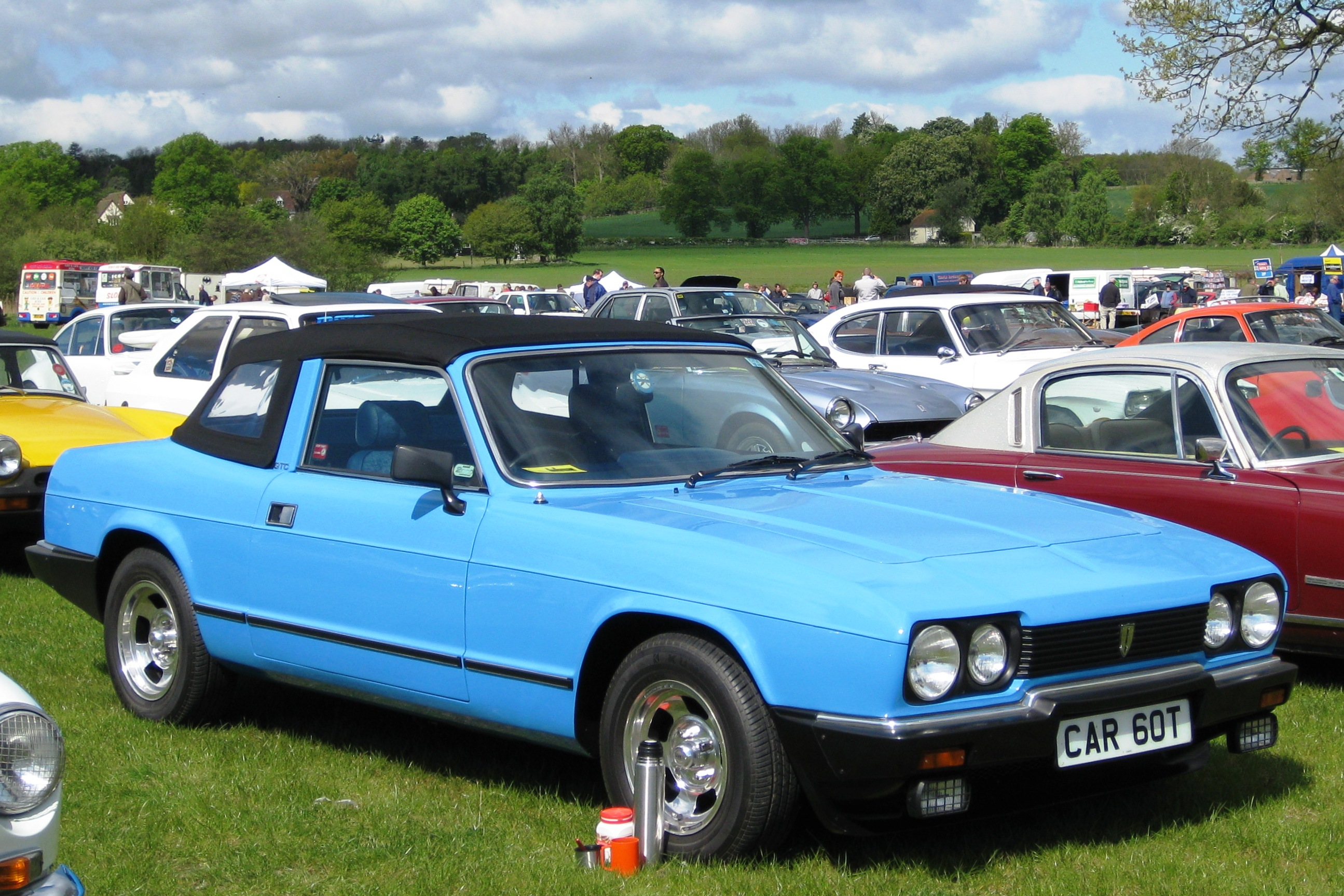
Reliant Scimitar GTC SE8

Через рік спортивна модель модернізується, мотор 3.0 V6 Essex фірмою Ford було відправлено на пенсію, і тепер під капотом примостився 2.8 V6 Cologne, який видавав ті ж 135 к.с., але мав більший крутний момент, який починався з нижчих оборотів. Крім Scimitar GTE SE6B була представлена і відкрита версія — Scimitar GTC SE8. Машина мала масивну дугу безпеки й інше оформлення передка, проте в 1980 році в Англії була рецесія, і дорогі машини припали не вчасно, так перші три відкриті машини знайшли своїх покупців тільки в 1981 році.

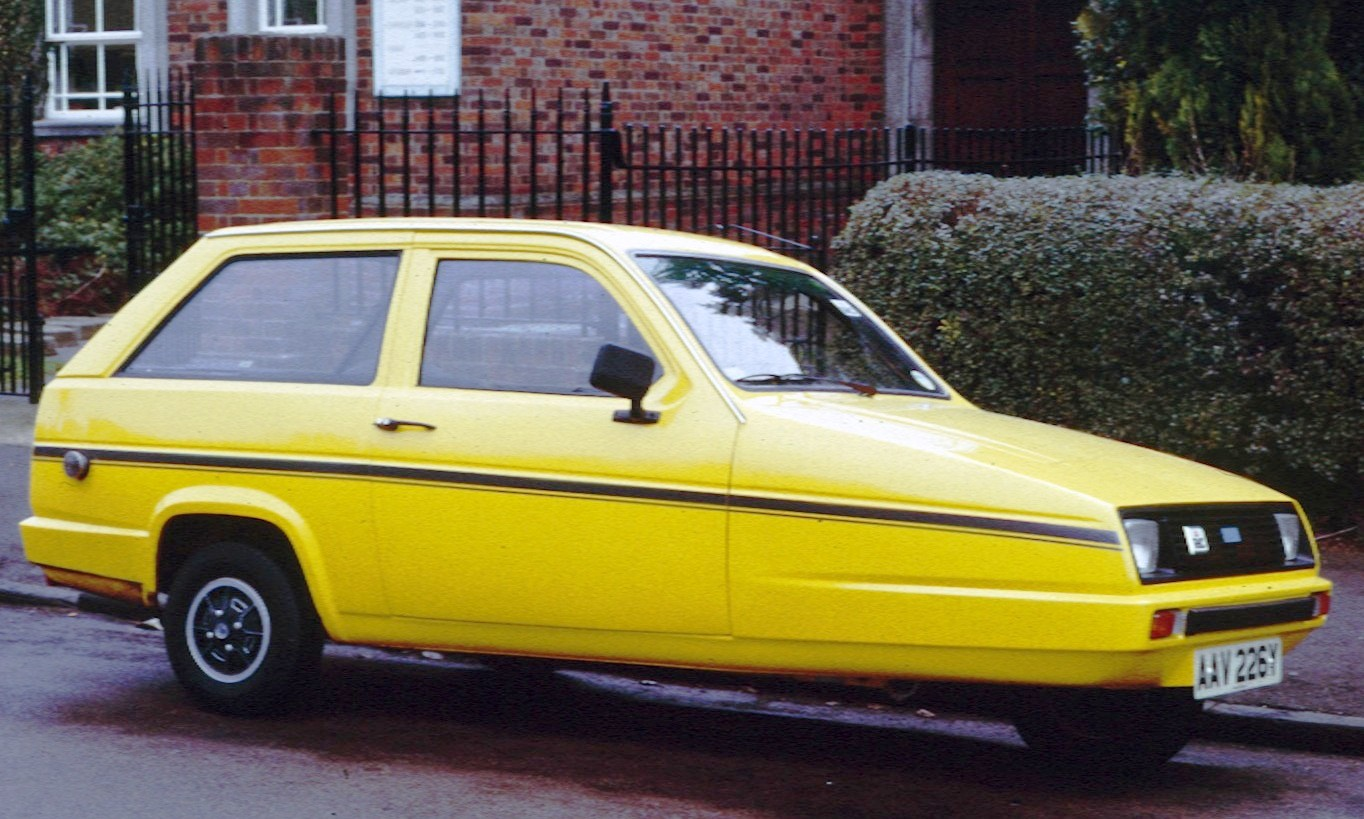
Reliant Rialto Saloon

У січні 1982 року модель Robin змінюється новою машиною — Rialto. Ця машина мала новий кузов з незграбними формами, який встановили на нові шасі, oj проходили гальванічну обробку. Двигунзалишився колишнім — 850-кубовим, з якого зняли 37-сил. Крім пасажирських версій, які як і колись мали кілька варіантів кузова —хетчбек, універсал і фургон. Відмінною рисою цих машин стала наявність єдиного двірника, встановленого посередині нижньої рамки скла.
У тому ж році знімають з виробництва і чотириколісне малятко, яке за всі роки змогли реалізувати в кількості 4000 одиниць, однак на цьому історія маленьких чотириколісних «Релайнтів» закінчилася, оскільки наступника їй не підготували. Тим часом через рік в Англії почалося виробництво моделі Fox, яку закінчили випускати в Греції. Ліцензію на виробництво Kitten продали індійській фірмі Sipani Automobiles Ltd, яка стала їх виробляти під ім'ям Sipani Dolphin. Крім 4-колісної моделі випускали в Індії й 3-колісний Robin, який був знаний там як Sipani Badal.

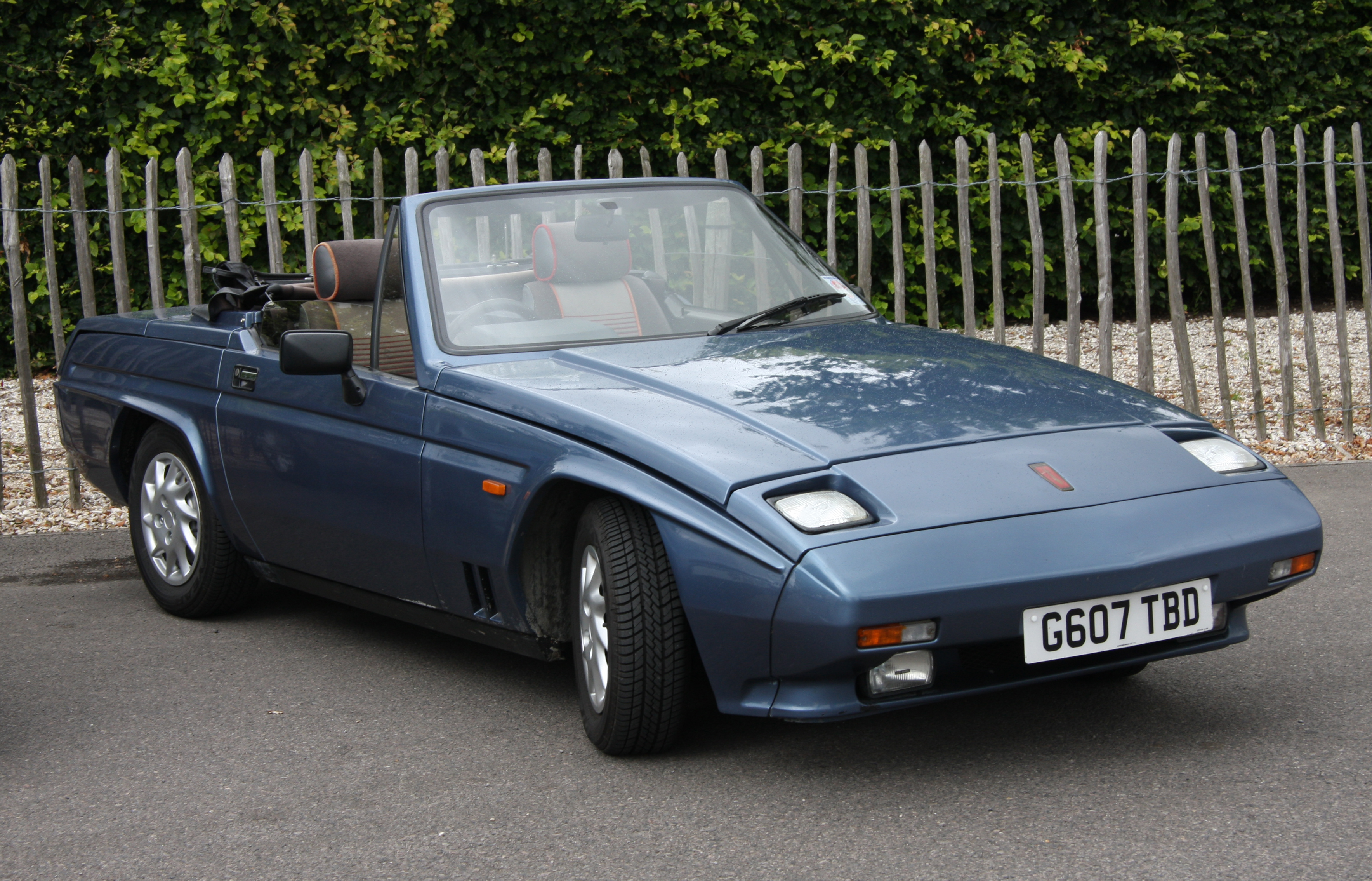
Reliant Scimitar SS1

Тим часом Scimitar GTE/GTC втрачав позиції. Було очевидним, що це була машина з 60-х і, щоб підняти інтерес до своїх машин, фірма вирішує випустити доступнішу і сучаснішу модель. До того часу британські спортивні машини втратили свої позиції і тепер популярні були «чужинці» типу Fiat X1/9 або Datsun 280ZX. Неш дає завдання новому головному інженеру Осмонду розробити модель SS1 (Small Sports 1). Шасі нового проєкту нагадували по конструкції шасі Lotus Elan, що з'явився в середині 60-х, які обволокли трубчастим каркасом. Дизайн кузова доручили спроєктувати Джованні Мікелотті, який не дожив до того моменту, коли машину запустили в серію. Дизайн був специфічним, кожну панель кузова можна було зняти, щоб полегшити ремонт у разі нещасного випадку, однак незграбність не припала всім до смаку. Нарешті в 1984 році вийшов у світ Scimitar SS1.
Машина отримала цілий спектр двигунів, відкривав гамму 1.3 л мотор фірми Ford, який ставився на Escort/Orion, коробка передач була 4-ступінчастою від Ford Sierra. Однак 69-сиова машина з таким двигуном розвивала всього 160 км/год, і до ста розганялась за 12.7 секунди, що було набагато гірше від куди дешевшого Ford Fiesta XR2, який міг їхати зі швидкістю в 175 км/год і розігнатися до сотні за 9.6 с. Тож невдовзі до 1300 моделі додали 1600-кубовий двигун, агрегатований з 5-ступінчастою КПП. Зовні цю відкриту машину можна було відрізнити від слабшої за сидіннями, які були запозичені зі знятого з виробництва Triumph TR7. Тепер машини мали ідентичні динамічні параметри з Ford Fiesta XR2.

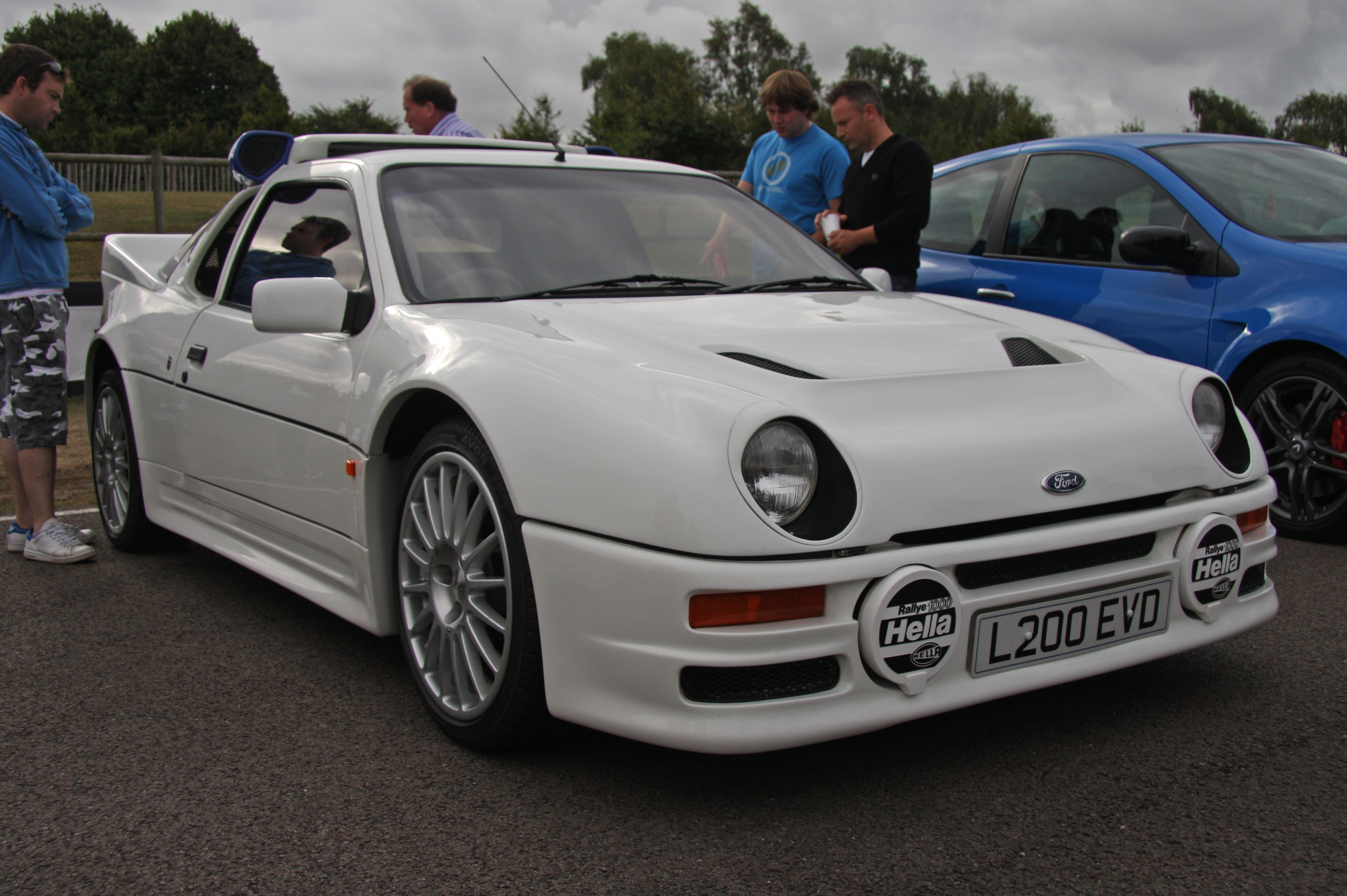
Ford RS200, кузови для якого робила фірма Reliant

Крім цього фірма береться в 1984 році за виготовлення кузовів для ралійних Ford RS200, будучи визнаним лідером в області склопластикових кузовів в Британії.
Крім цього в 1984 році Rialto отримує модернізовану версію НТ-Е. Потужність двигуна довели до 40 к.с, змінивши передавальне число редуктора. Водії цього авто могли розганятися до 160 км/год. Через рік фірма відзначає 50-річний ювілей і з'являються ювілейні версії 3-колісних авто, які мали шкіряні салони. Проте такі машини були дуже нечисленні.
У 1986 році серії Scimitar GTE/GTC відправили на пенсію, а щоб компенсувати відсутність флагманів, було вирішено підготувати турбоверсію SS1, яка отримала під капот 1.8 літровий двигун від Nissan, потужністю в 135 к.с.. Турбодвигун робив з цієї машини досить швидкий снаряд, який міг розвивати 203 км/год, а 100 км/год досягав за 7.6 с, це було досить непогано для свого часу.

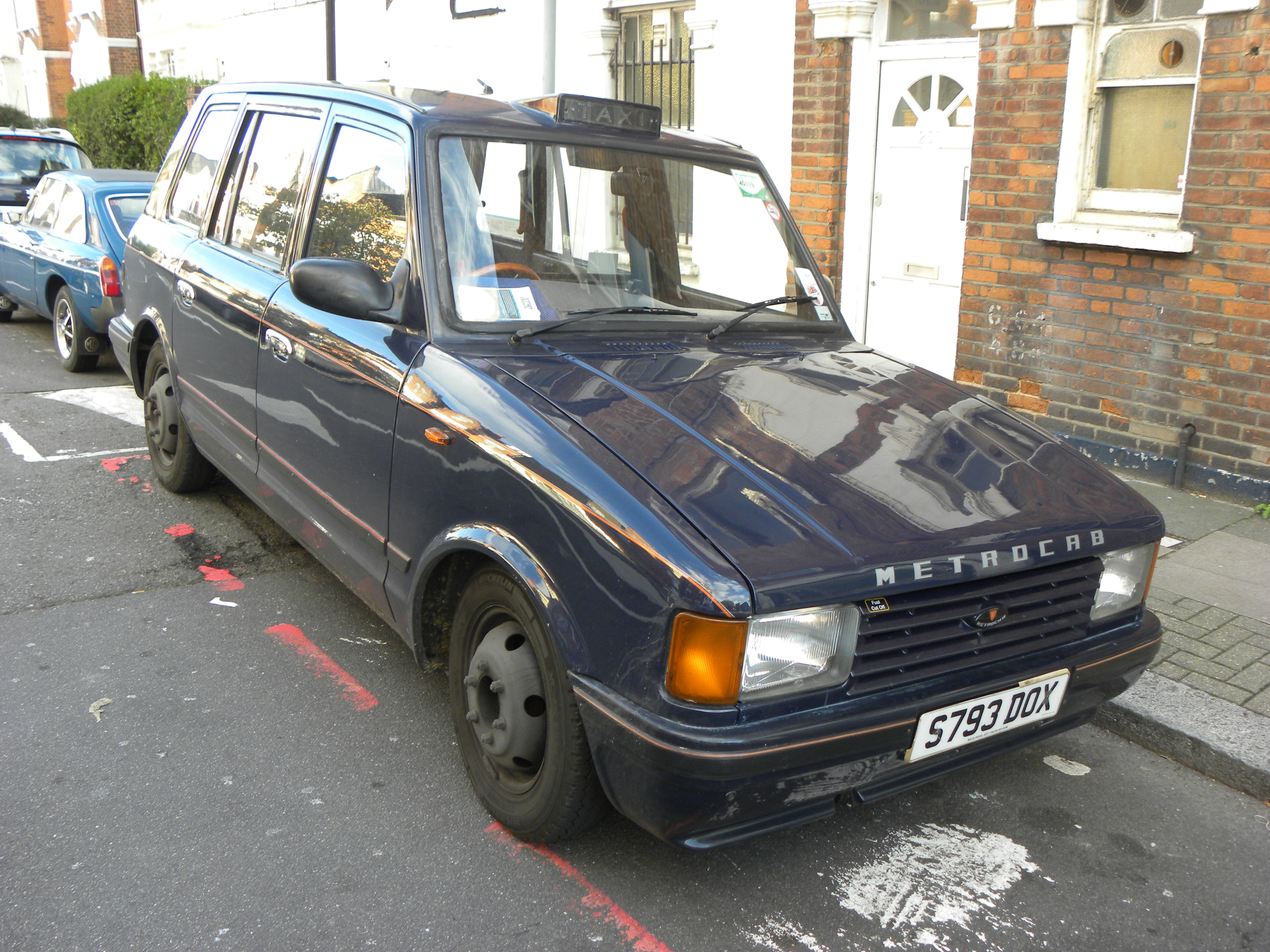
Metrocab

Оскільки більші фірми націлюються на покупку цього підприємства, в тому числі і Ford, Неш шукає додаткові джерела доходу, оскільки виробництво Reliant SS1 не виправдало надії — замість очікуваних 2500 машин на рік ледве-ледве збувають 250 машин. Тому укладається угода про постачання пластикових кузовів для таксмоторів Metrocab, які виробляла фірма Metropolitan-Cammell-Weymann.
У 1987 році Reliant через 15 років виробництва знімає з виробництва вантажівку Ant, яка досить мляво продавалась на Туманному Альбіоні, але, тим не менше, протрималася тривалий час на конвеєрі. За цей час було випущено майже 1900 машин. Через рік ліцензію на виробництво Scimitar GTE/GTC продали фірмі Middlebridge, яка, значно модернізувавши автомобілі, продовжила їх випускати до 1990 року. Серед покупців яких знову засвітилася принцеса Анна, яка мала близько 10 автомобілів марки Reliant.

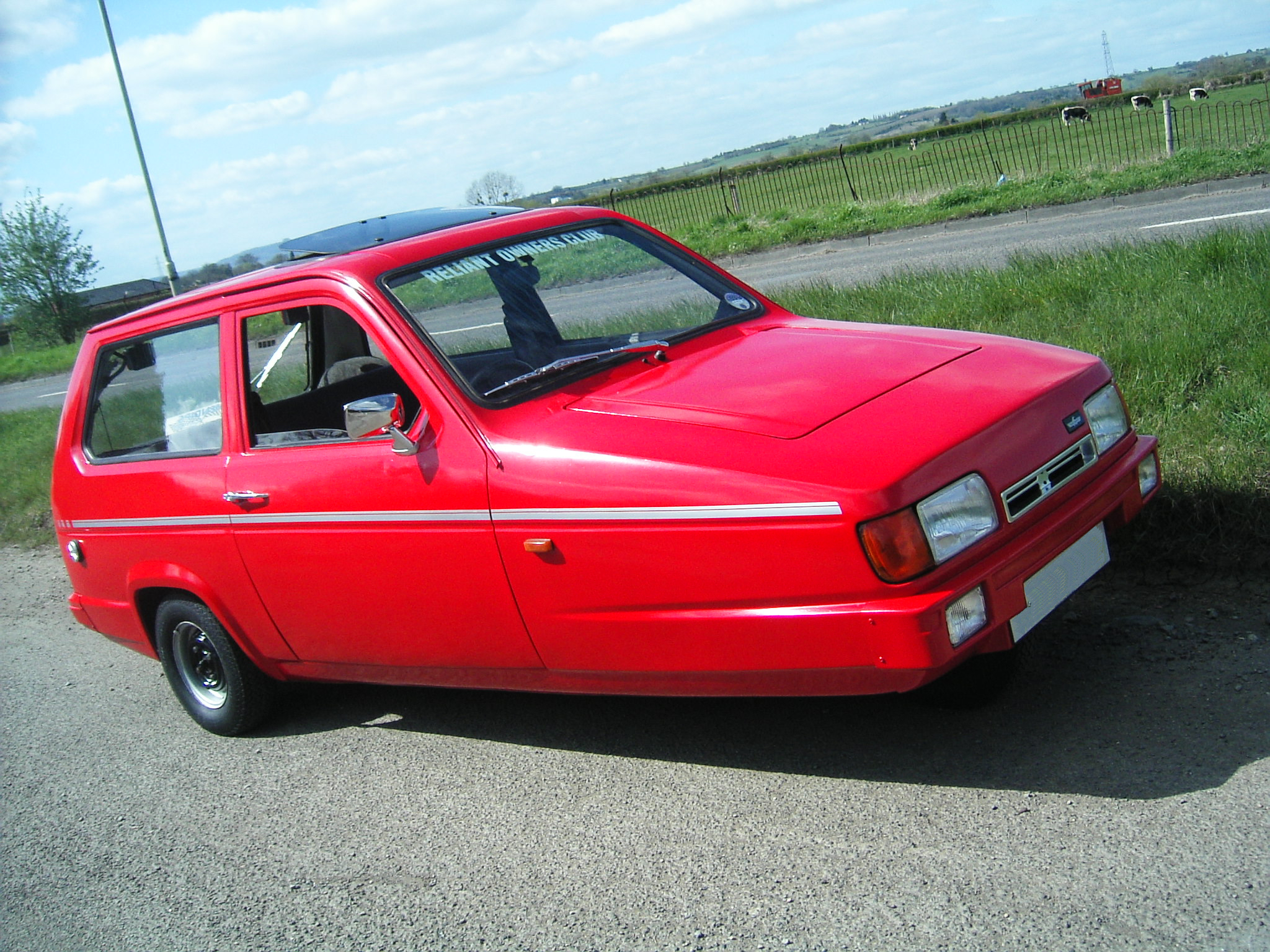
Reliant Robin Mk2

Продаж ліцензії на стару машину дозволив самим придбати ліцензію. Було викуплено автомобільне відділення фірми Metropolitan-Cammell-Weymann, яке виробляло таксі Metrocab. Разом з тим в 1989 році відновилися продажі триколісної моделі Robin, оскільки справи фірми йшли не дуже добре і Rialto розходився погано. Було вирішено воскресити стару торгову назву, яка і зробила ці машинки популярними. Від Rialto ці машини відрізнялися тільки дизайном передка, та й то завдяки іншій оптиці.

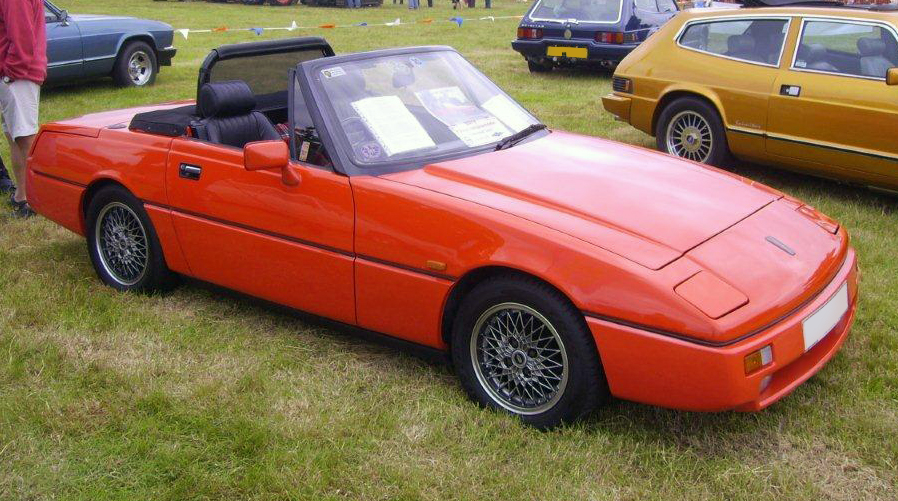
Reliant Scimitar SST

У 1990 році з виробництва знімають модель Fox і Scimitar SS1, яку змінює оновлена версія SST. Дизайн машини повторював собою зовнішність прототипу 1988 року, який переробив Вільям Таунс в надії зацікавити фірму General Motors. Проте боси заокеанської фірми вибрали іншого партнера в особі Lotus Cars і угода зірвалася. Тепер куди симпатичніший автомобіль, що оснащувався або турбодвигуном від «Ніссан» або 1.4 л від «Форда», мав у своєму імені згадку про Таунса (SST).
Однак в тому ж році фірма подала на банкрутство. Через рік права на Metrocab викуповує компанія Hooper, яка потім і підпише договір про складання цих таксокебів в Росії в Тушино.

## Reliant у складі компанії Beans Engineering
Сама фірма потрапляє в руки компанії Beans Engineering.

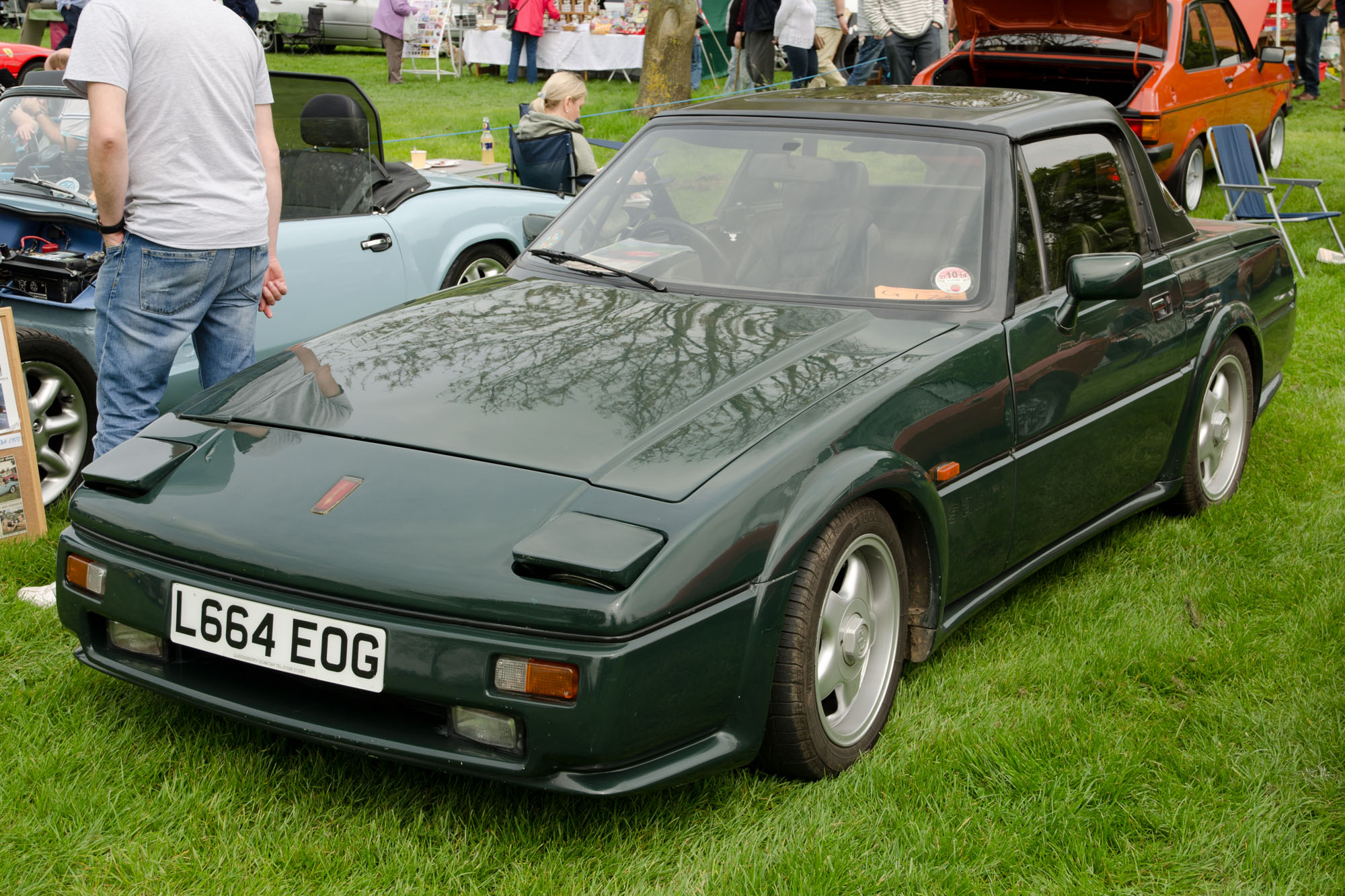
Reliant Scimitar Sabre

Власники Beans Engineering вкладають гроші у модернізацію Scimitar. Зовнішній вигляд стає набагато приємнішим того, що 12 років тому намалював Мікелотті, машині дається історична назва — Scimitar Sabre, намагаючись воскресити в пам'яті першу спортивну модель фірми. Через рік, тобто в 1993 році, двигуни 1.4 л і 1.8Т змінюються єдиним 1.6 літровим двигуном від фірми Rover. З ним машина була не настільки швидкою як з турбодвигуном від «Ніссана», але тим не менше розвивала швидкість 190 км/год і розганялась до 100 км/год за 9.4 с.

## Reliant у складі компанії Avonex Group
Однак Beans Engineering переоцінила свої можливості, і уже тепер симпатична, але досить дорога машина не змогла завоювати серця і гаманці покупців, оскільки на британському ринку почав експансію бестселер фірми Mazda — родстер Miata, або MX5. Таким чином Beans Engineering сама подає на банкрутство, тепер компанія Reliant переходить в руки фірми Avonex Group, яка ще рік продовжує виробництво спортивної машини, але поступово витісняючи її з програми, концентруючись на 3-колісній моделі Robin.

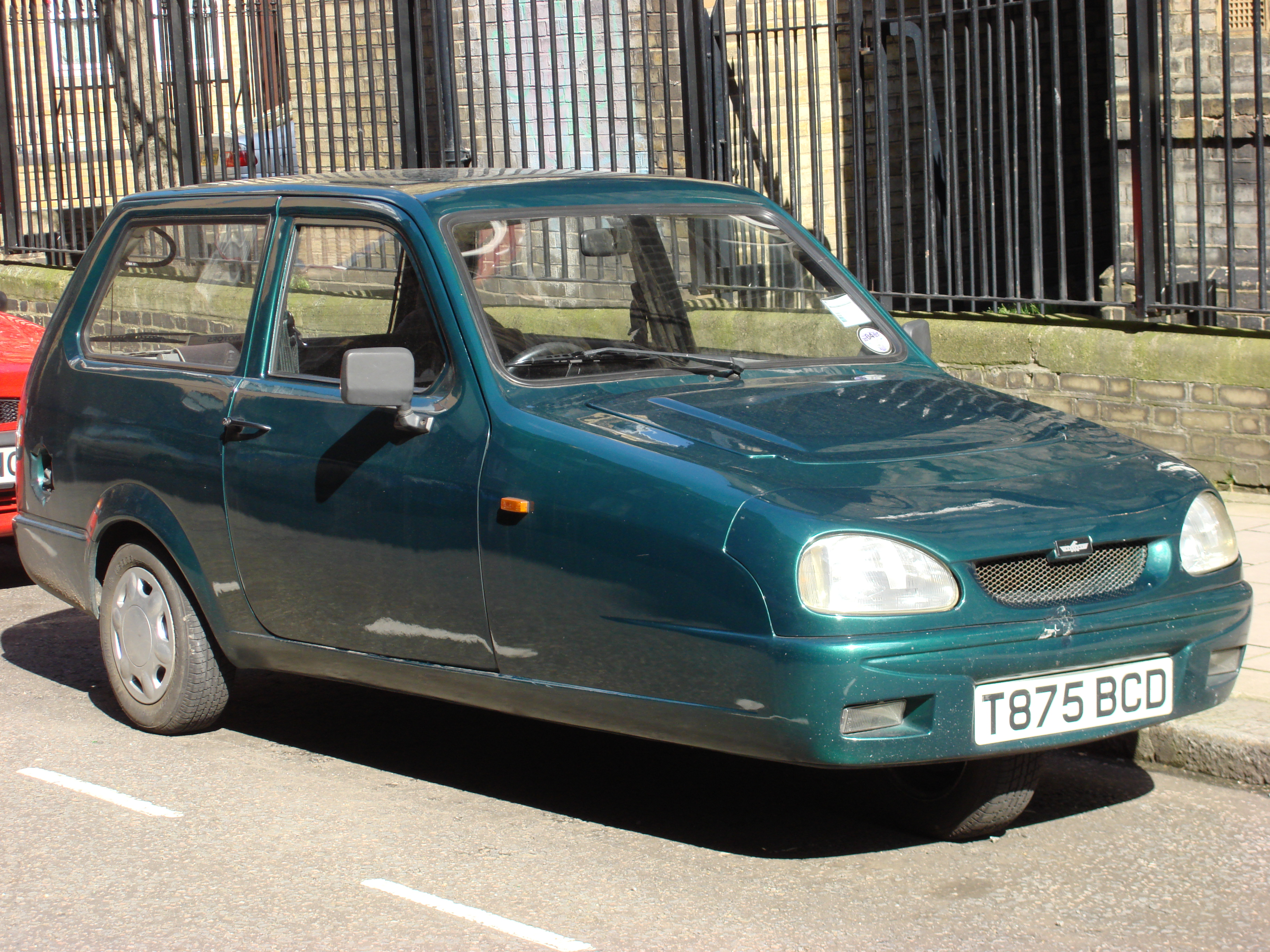
Reliant Robin Mk3

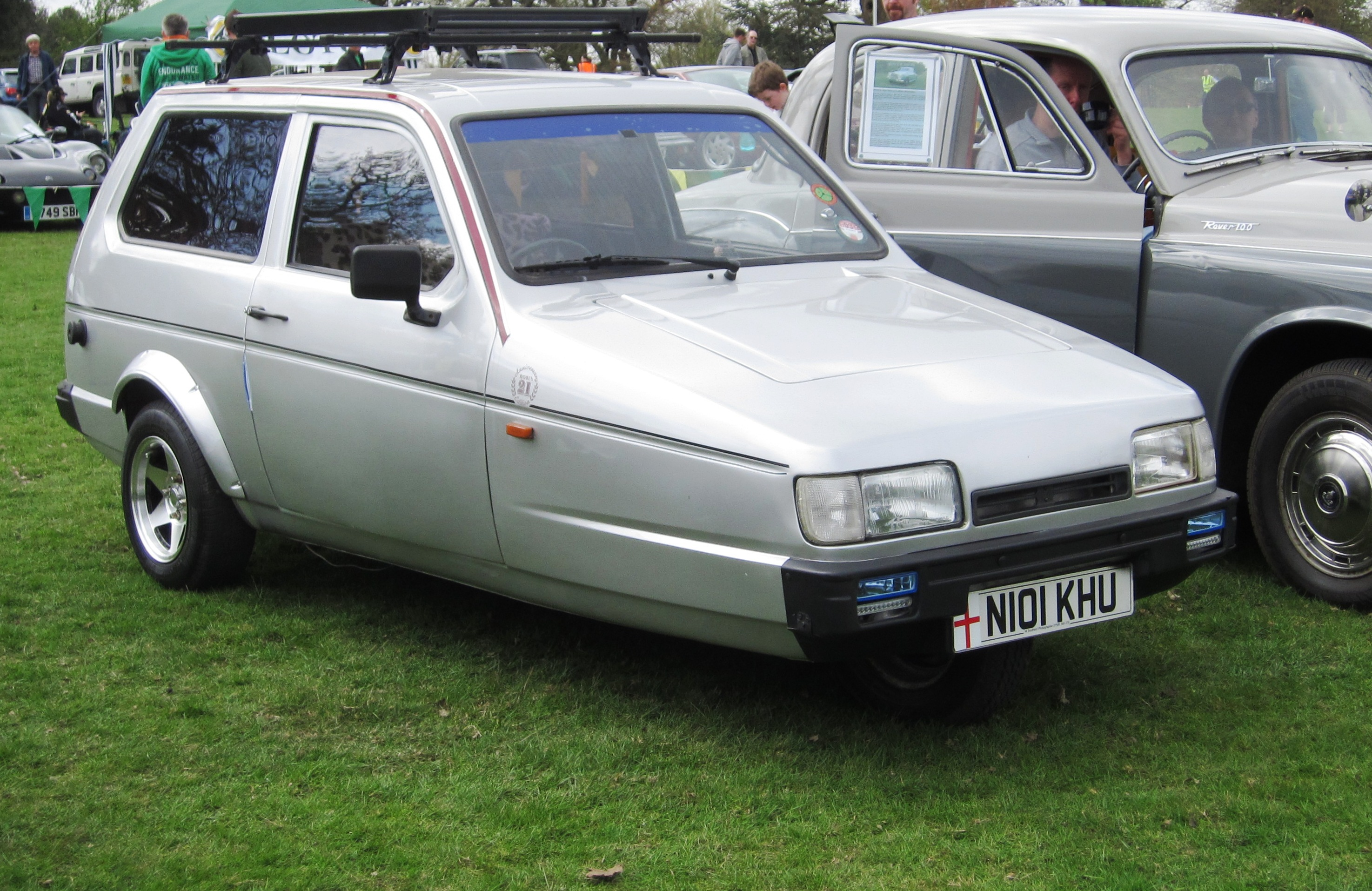
Reliant Robin 65 Special Edition

У 1999 році марка справляла 65-річчя, спеціально до цієї події машина була модернізована, отримавши фари від Opel Corsa (у Британії — Vauxhall Corsa). Крім цього було підготовлено ювілейну партію з 65 машин, кожна мала свій порядковий номер на панелі приладів. Машина офарблювалась в золотистий колір і мала шкіряну обробку салону з цінними породами дерева, дорогу аудіосистему і литі диски.
У тому ж році торгова марка Reliant починає пропонувати в своїх каталогах продукцію європейських виробників, а саме — Ligier Microcar з Франції та Piaggio Ape з Італії, поступово стаючи не стільки виробником автомобілів, скільки дилером. На день закоханих 2001 року була виготовлена і продана остання машина цієї моделі на заводі в Ту Гейтс.

## Припинення виробництва автомобілів. Закриття компанії

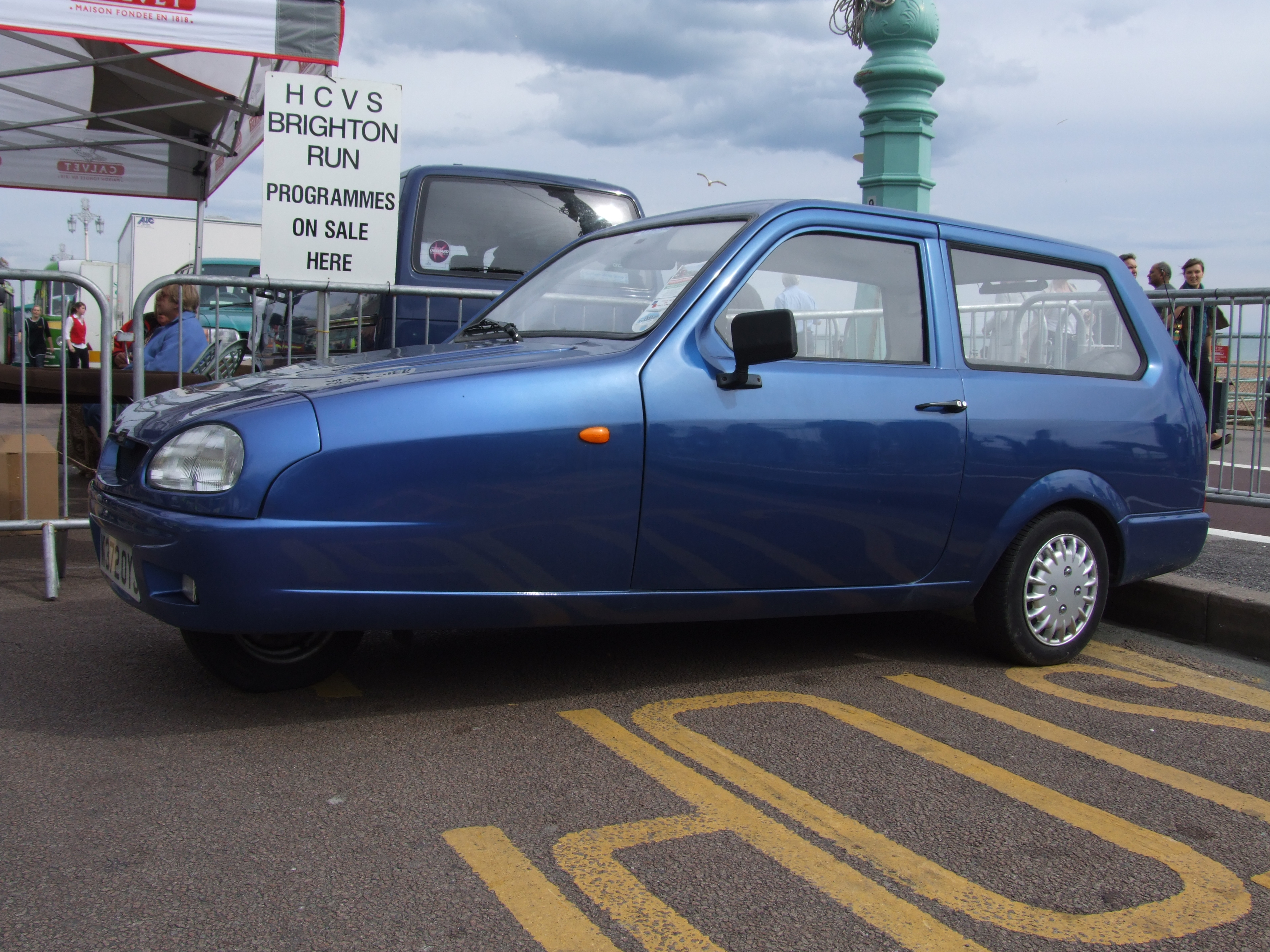
Reliant Robin BN-1

Однак у квітні 2001 року починається виробництво автомобілів в Садбарі на підприємстві фірми B&N Plastics, яка викупила права і технологію на виробництво цієї триколісної машини. Відроджену машину назвали Reliant Robin BN-1. За основу взяли ювілейну версію, тобто в базі машина комплектувалася шкіряним салоном, стереосистемою і литими дисками, люком на даху. Технічно машина практично залишилася колишньою, за винятком нової коробки передач. У липні того ж року з'явилася ще шикарніша версія BN-2, яка вперше за всю історію моделі отримала електричні склопідйомники, також базову машину стали оснащувати CD-програвачем. Через рік фірма заявила про те, що буде виробляти електрокар на базі цієї моделі, однак планам не судилося було збутися, оскільки в жовтні 2002 року фірма через фінансові проблеми випустила останню машину.
Бренд Reliant існує і сьогодні, але займається винятково виробництвом запчастин.

## Список автомобілів Reliant
- 1935 — Reliant 7CWT
- 1950 — Reliant Regent
  - Reliant Prince Regent
- 1952 — Reliant Regal Mk C
- 1956 — Reliant Regal Mk D
- 1957 — Reliant Supervan
- 1958 — Reliant Regal Mk F
- 1961 — Reliant Sabre
- 1962 — Reliant Sabre GT
  - Reliant Sabre Six
  - Reliant Regent 3/25
- 1964 — Reliant Scimitar GT SE4
  - Reliant Rebel
- 1967 — Reliant Ant TW9
- 1968 — Reliant Scimitar GTE SE5
- 1973 — Reliant Robin
- 1974 — Reliant Kitten
- 1975 — Reliant Scimitar GTE SE6
- 1979 — Reliant Fox
  - Reliant Scimitar GTC SE8
- 1982 — Reliant Rialto
- 1984 — Reliant Scimitar SS1
- 1989 — Reliant Robin Mk2
- 1990 — Reliant Scimitar SST
- 1992 — Reliant Scimitar Sabre
- 1999 — Reliant Robin Mk3
- 2001 — Reliant Robin BN-1